# Biserica de lemn din Bătești

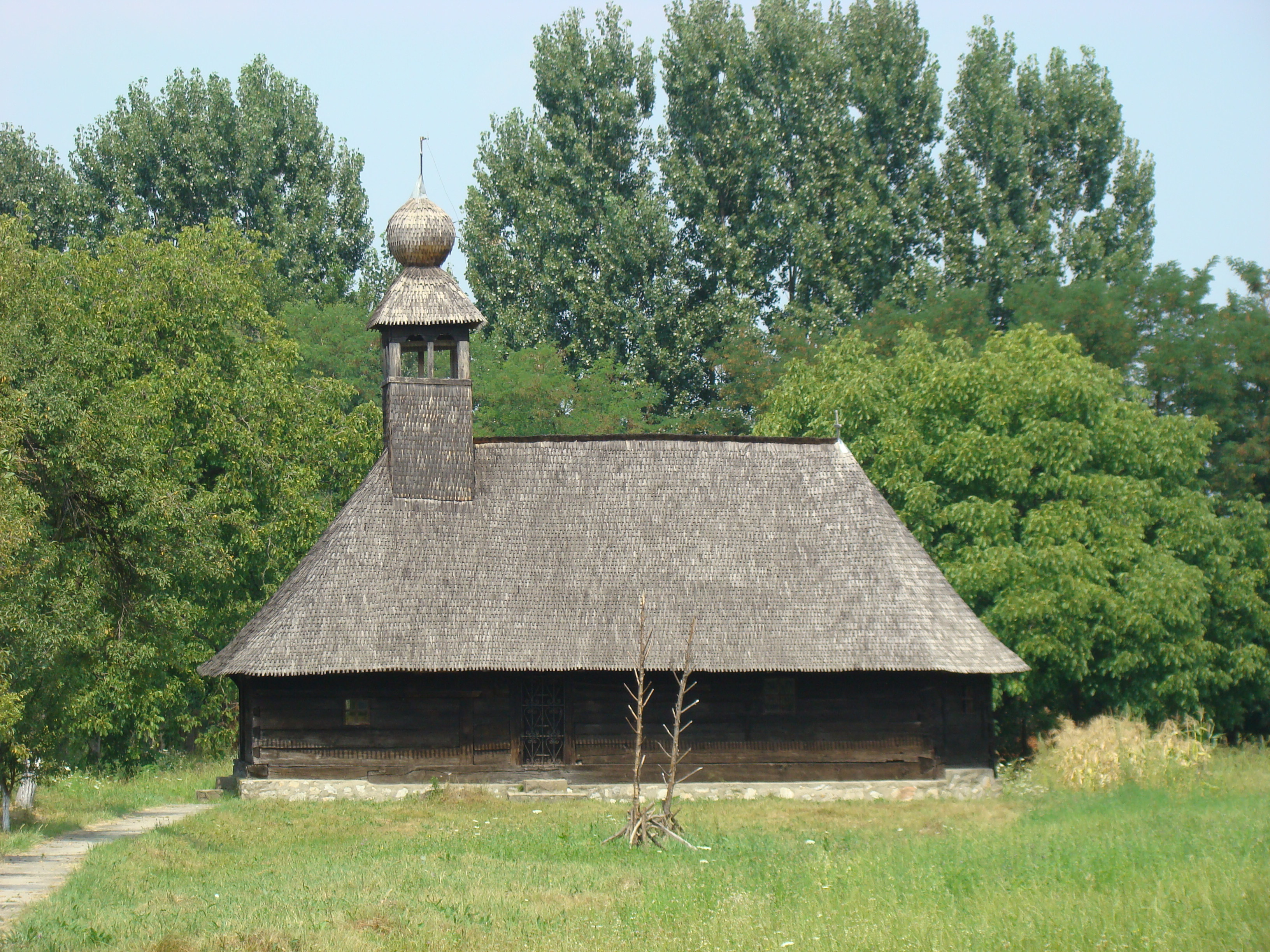
Biserica de lemn „Cuvioasa Paraschiva” din Bătești, județul Timiș, foto: august 2009.

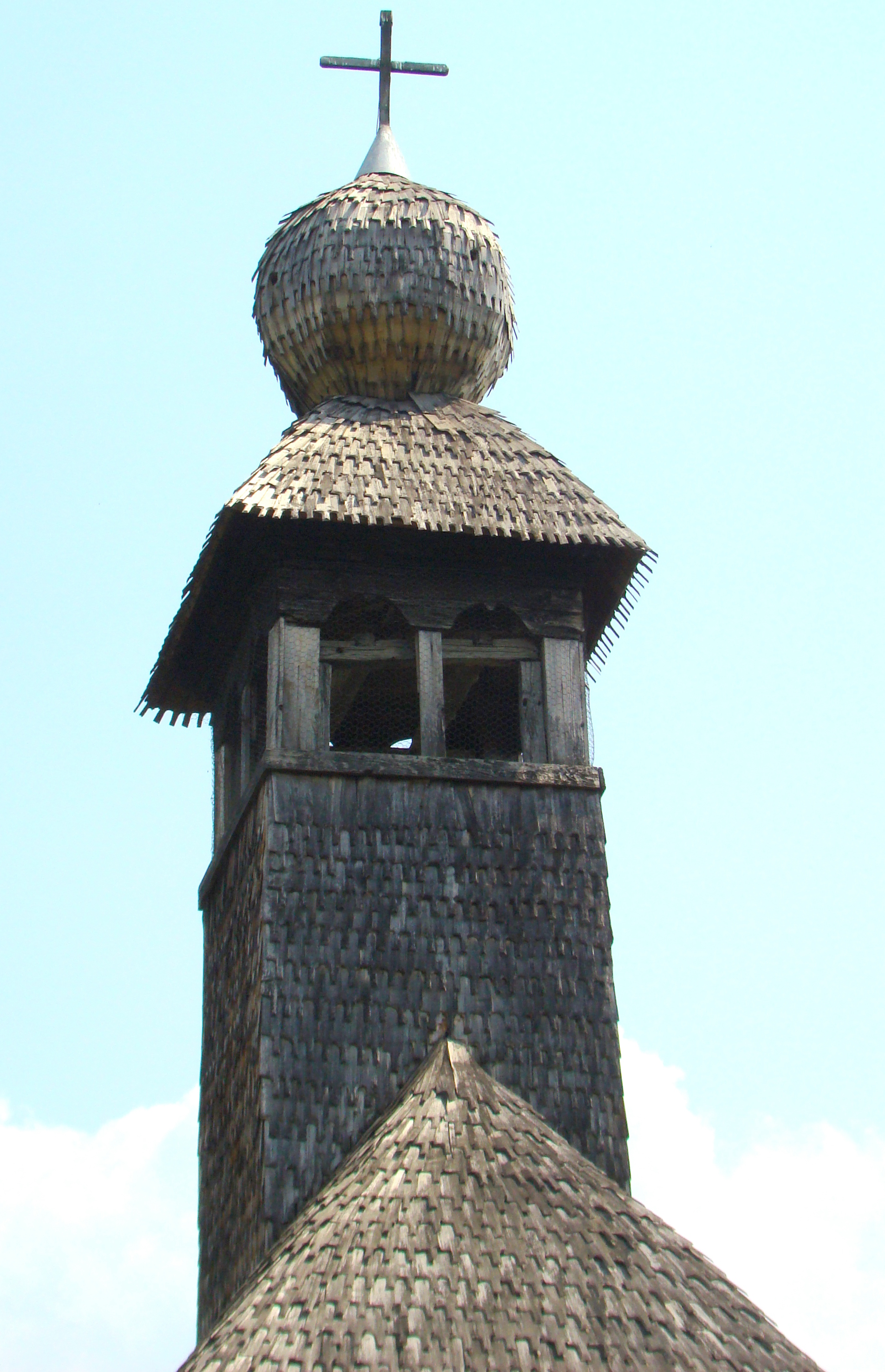
Turnul clopotniță cu bulbul de inspirație barocă

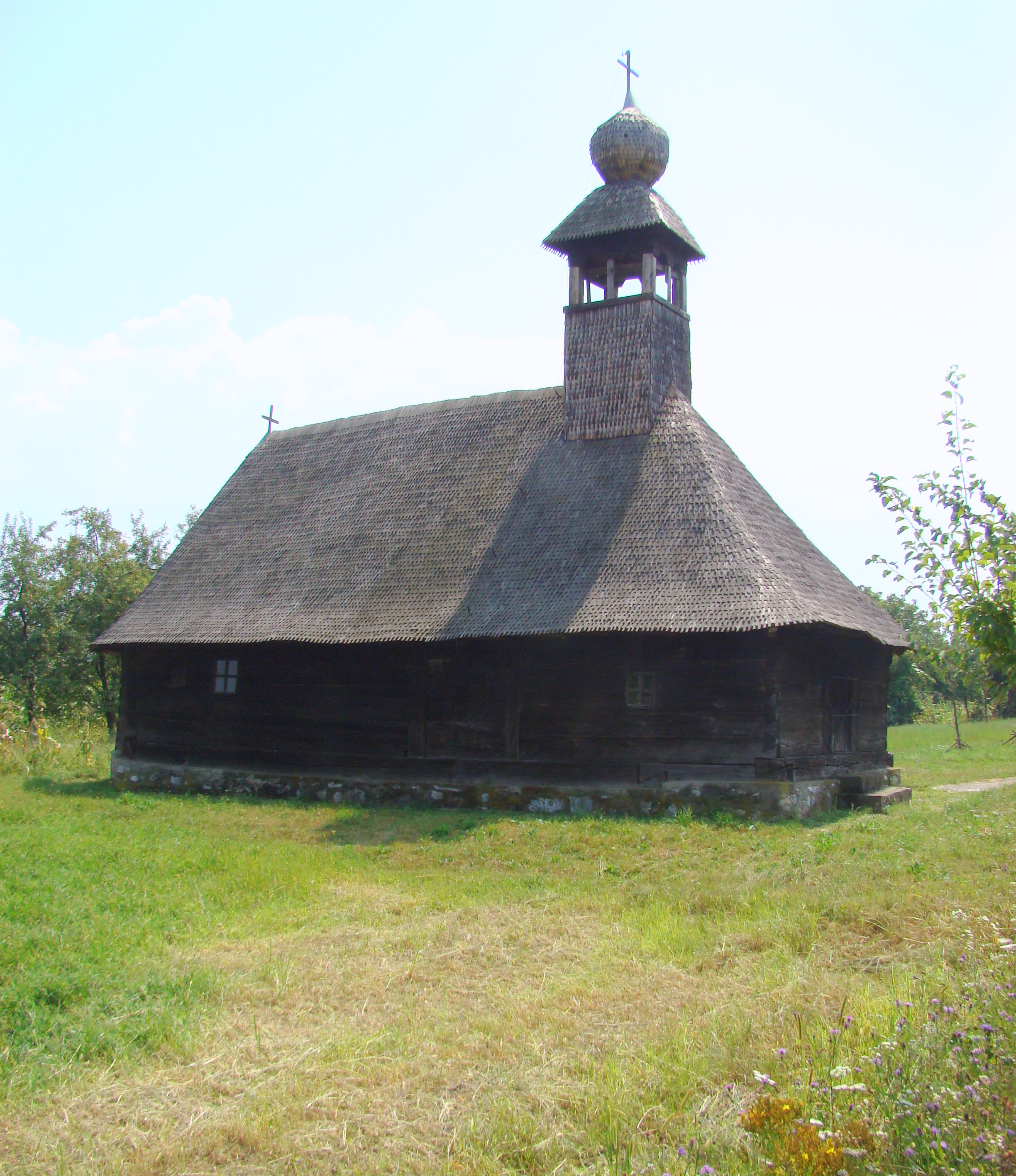
Biserica (sud-est)

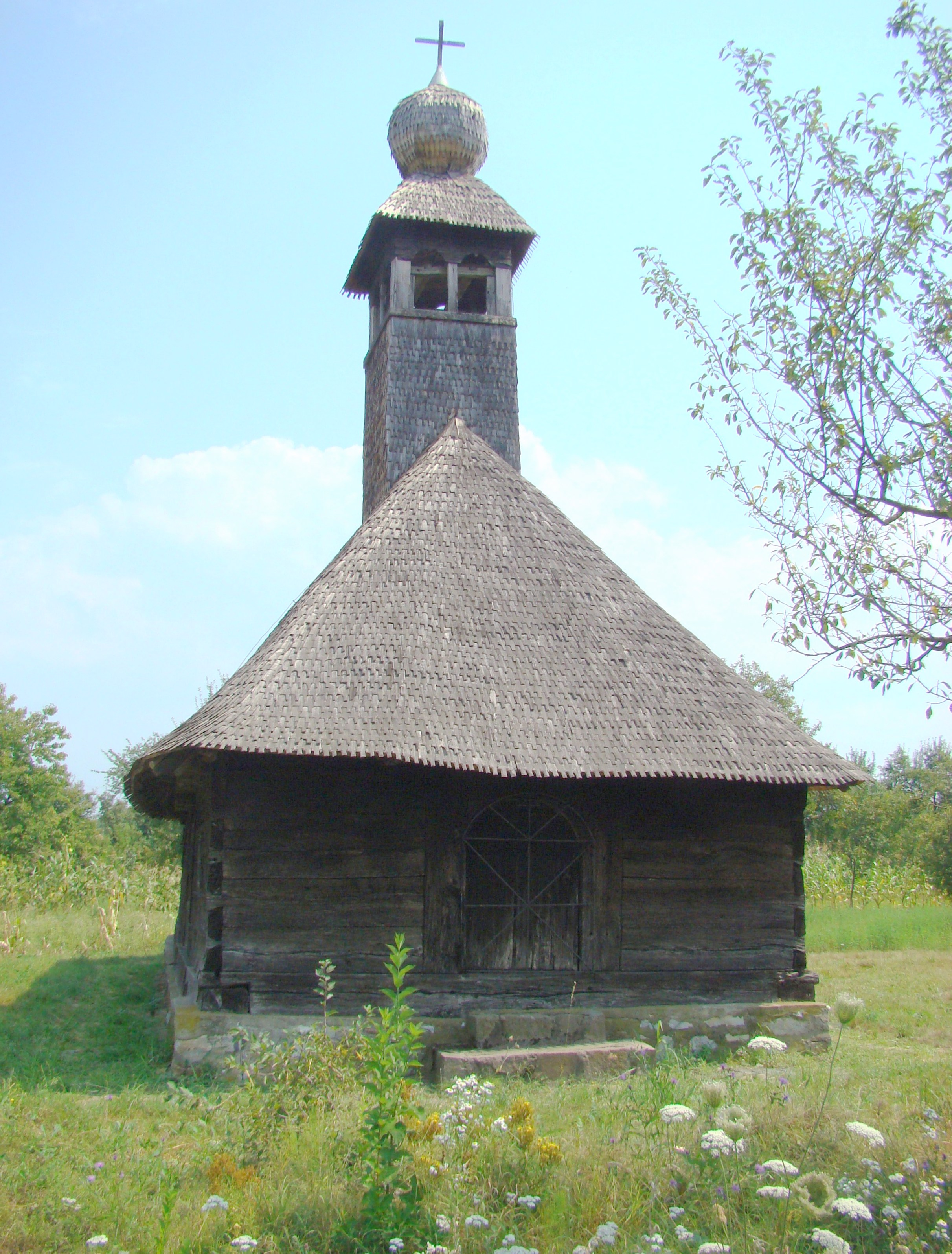
Biserica (vest)

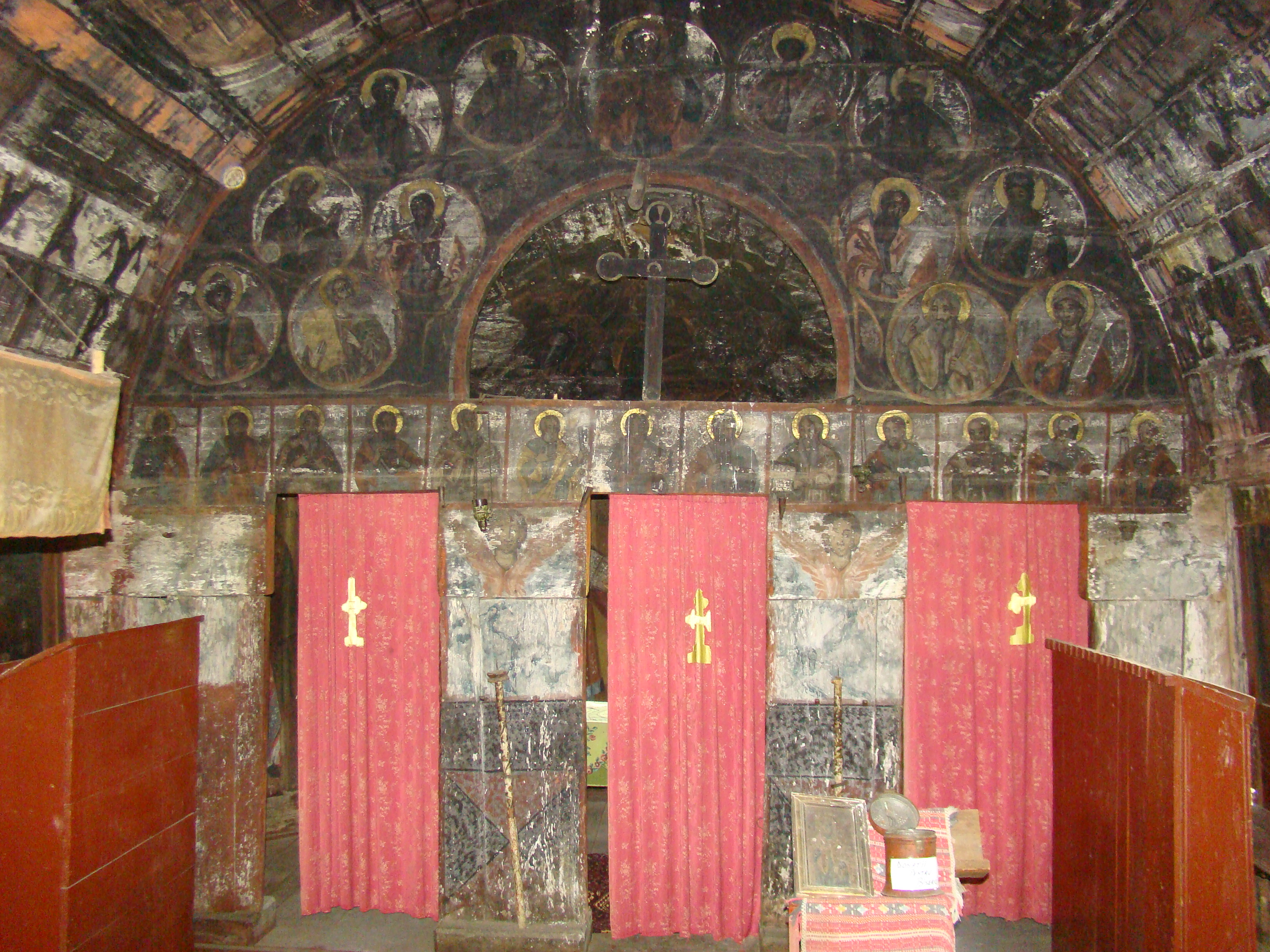
Iconostasul

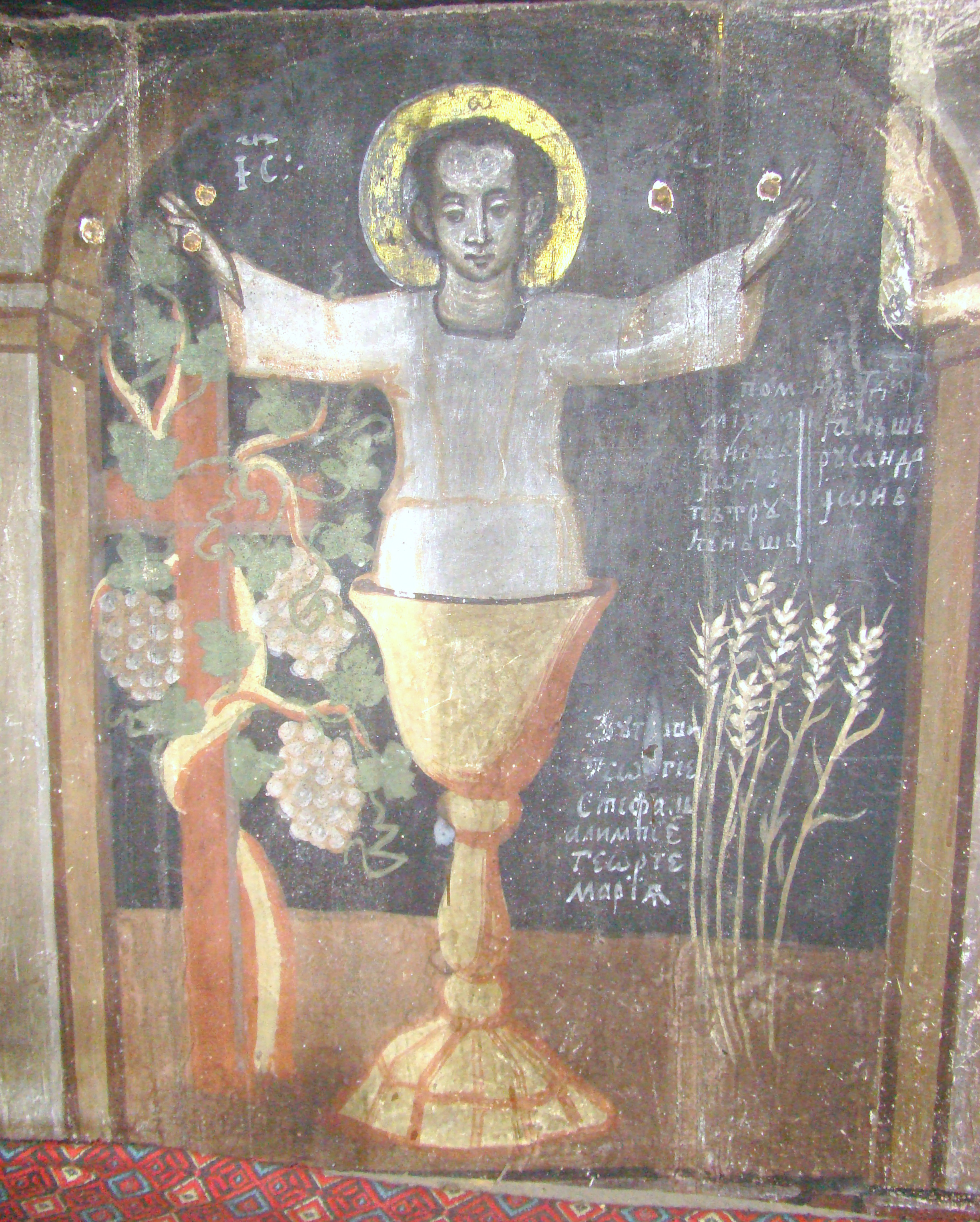
"Iisus - viță-de-vie" în dreptul proscomidiei

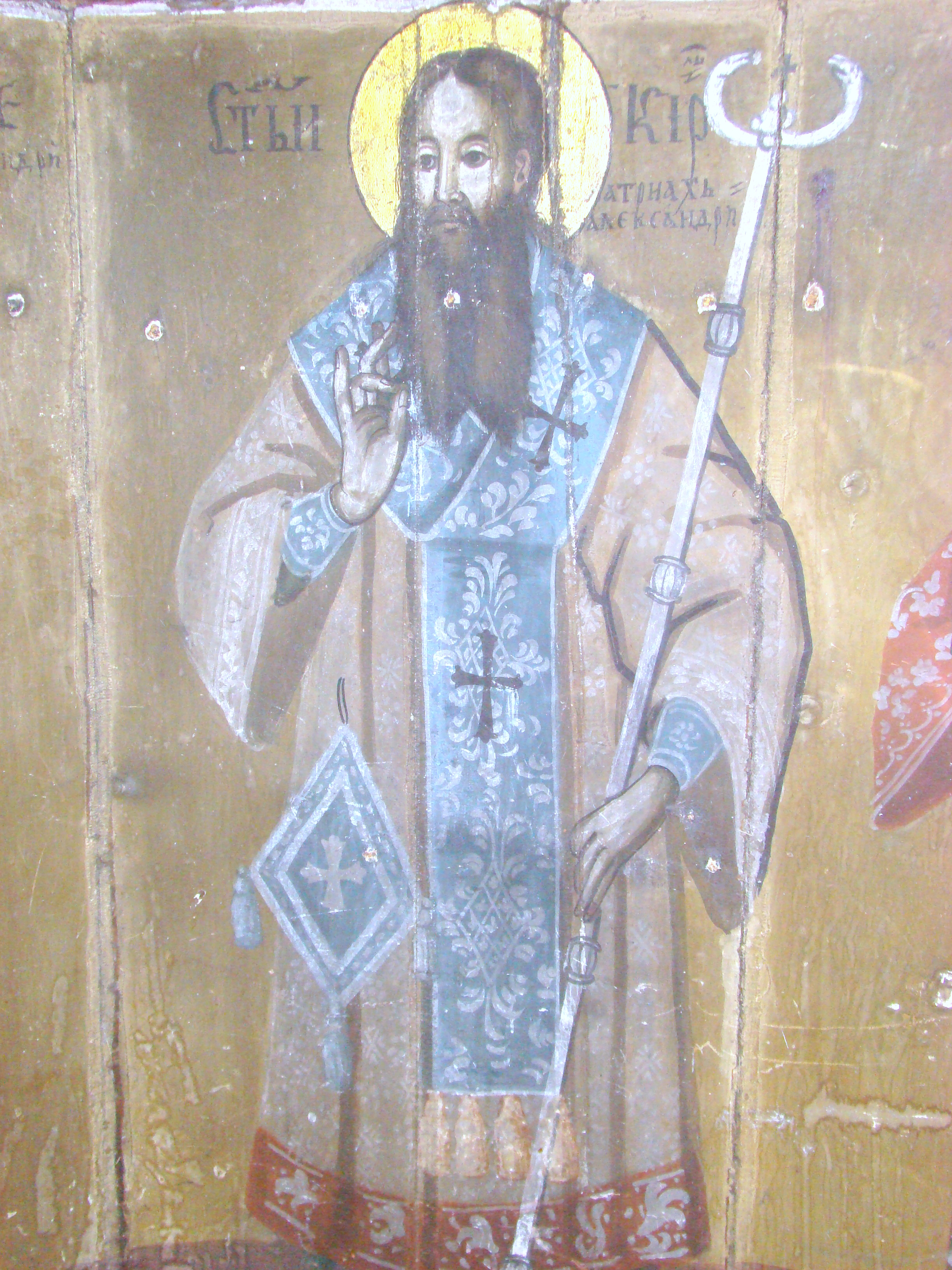
Altar: Sfinții Părinți

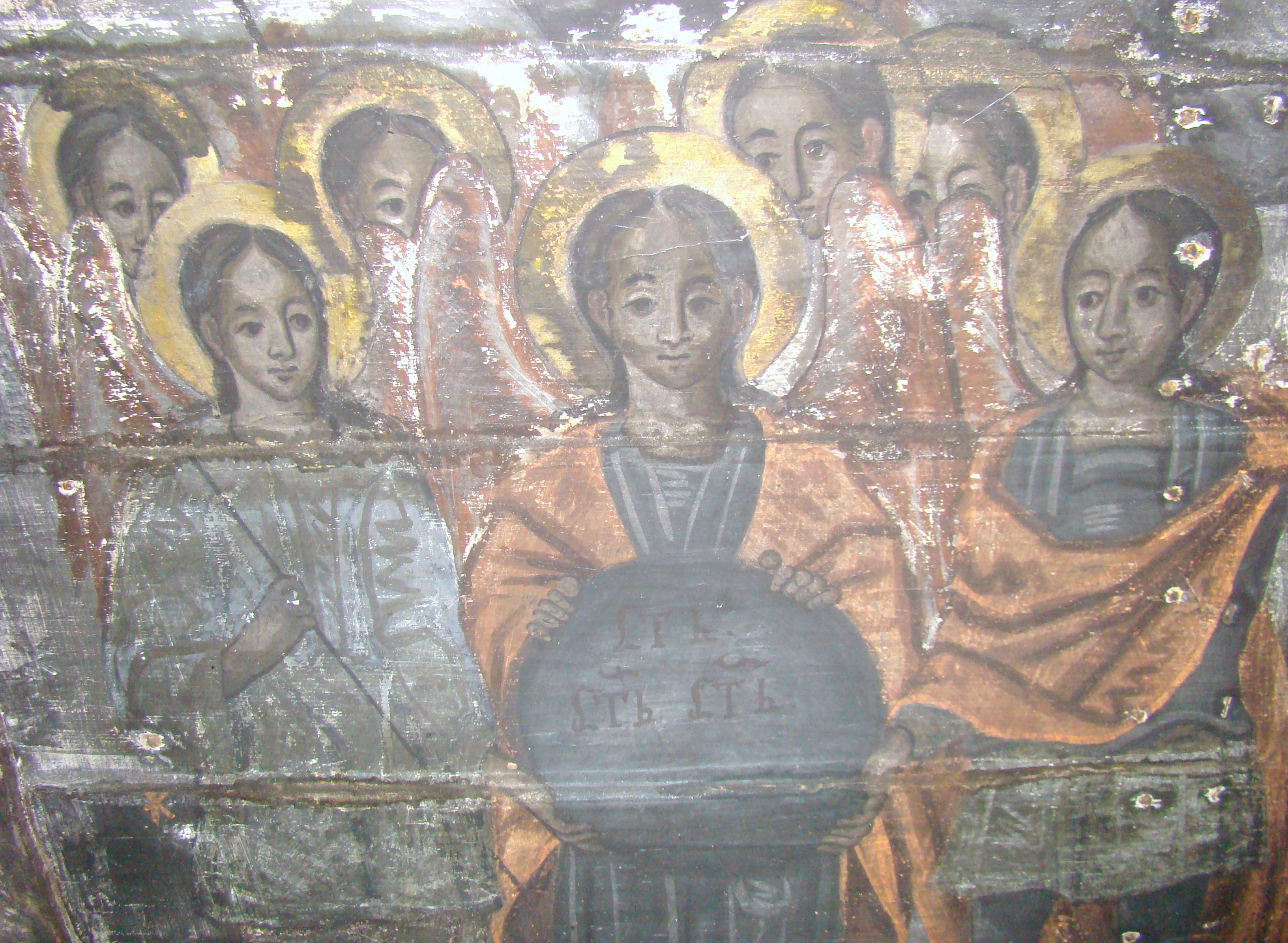
Ceată de îngeri

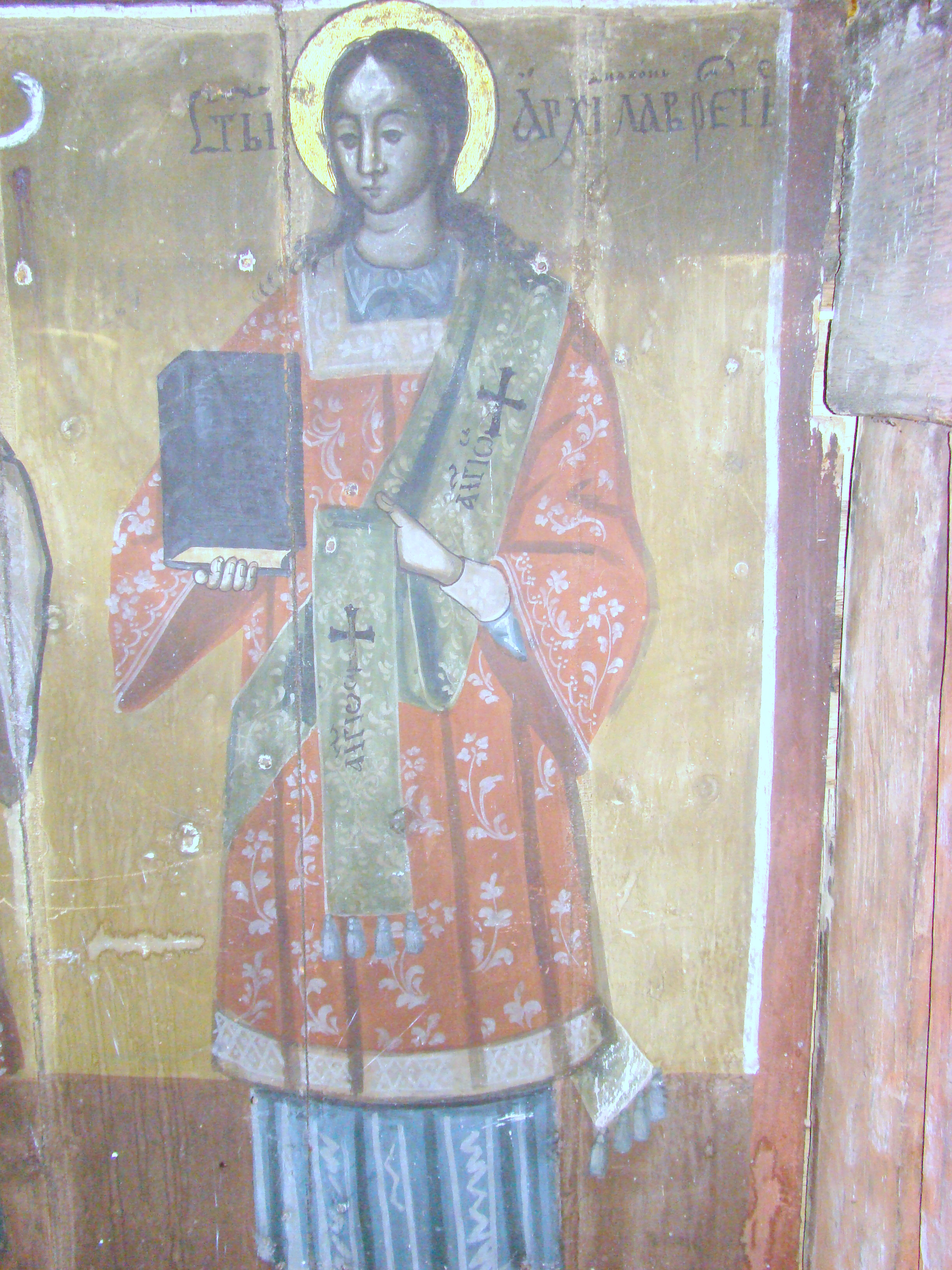

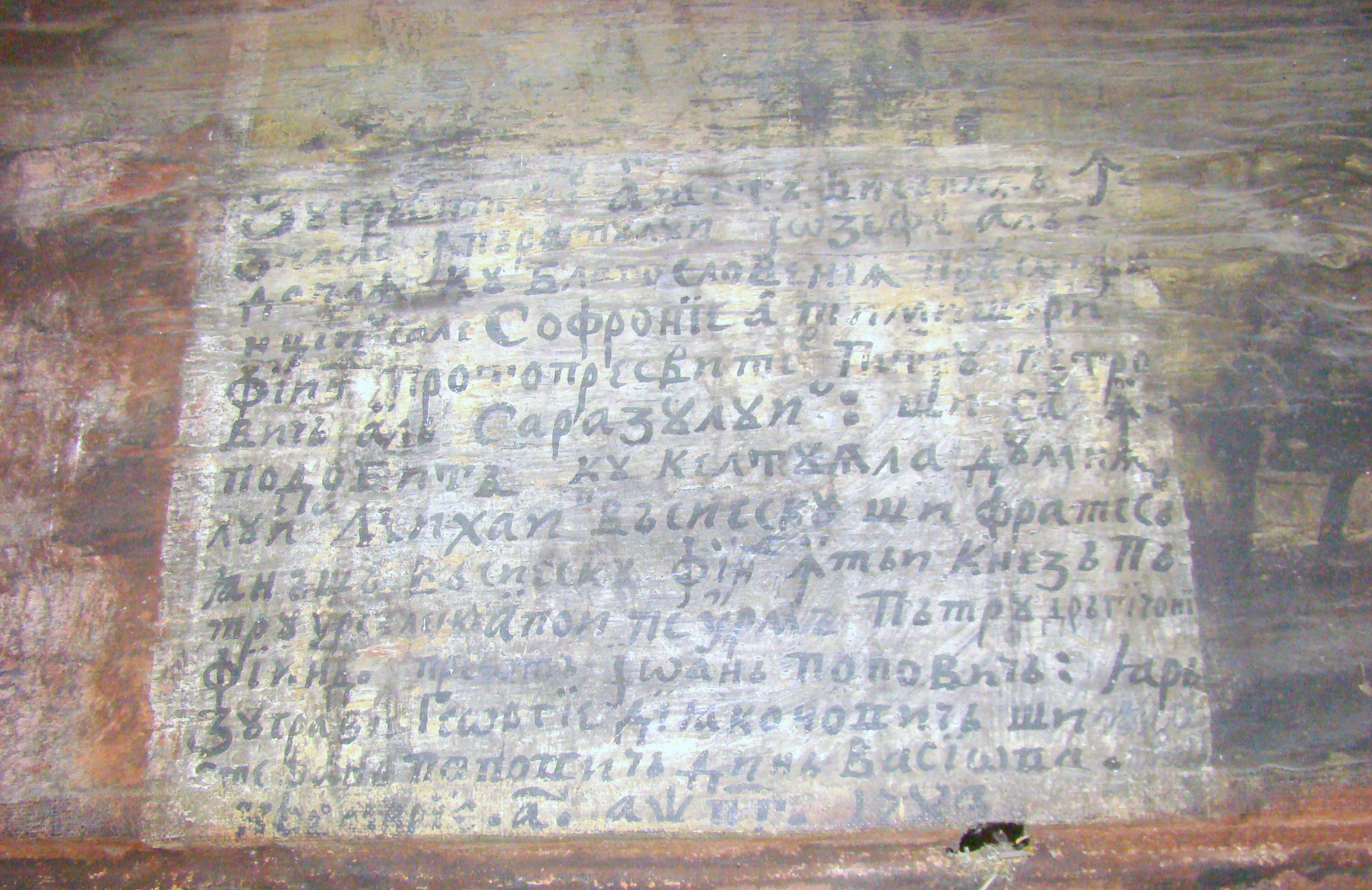
Pisania

Biserica de lemn din Bătești, sat aparținător de orașul Făget din județul Timiș, a fost construită în sec.XVIII. Are hramul „Sf.Cuvioasa Paraschiva” (14 octombrie). Biserica se află pe noua listă a monumentelor istorice sub codul LMI:  TM-II-m-A-06179.

## Istoric și trăsături
Satul Bătești este situat pe valea râului Vădana, la doar doi kilometri spre est de orașul Făget. Este menționat documentar din anul 1554. Biserica de lemn a satului (localitatea
are și o biserică nouă, de zid), cu hramul Cuvioasa Paraschiva, a fost adusă din
localitatea Veța (azi dispărută), de lângă Făget, pe la jumătatea secolului al
XVIII -lea. 
Biserica este construită din bârne masive de stejar, cioplite și îmbinate în coadă de
rândunică. Portalul de vest este împodobit cu cioplituri cu motive solare și dinte de lup,  iar portalul de sud cu ținte metalice forjate. Ferestrele
vechi sunt mici cu deschideri doar de 0,35/0,25. Ferestrele mai noi sunt mai mari, ele au apărut în urma prelungirii bisericii cu 3 m, în anul 1858. Turnul clopotniță de deasupra pronaosului are două ferestruici pe fiecare latură și este împodobit cu un bulb de inspirație barocă.
Pictura veche se mai păstrează doar în altar și pe bolta naosului. Ea a fost realizată de pictorul bănățean Gheorghe Diaconovici, după cum arată pisania din naos, scrisă în alfabet chirilic: „Zugrăvitu-sau aciastă bisărică în zilele împăratului Iosif alu doilia cu blagoslovenia preosfinții Sale Sofronie a Timișorii fiind protopresviter Petru Petrovici al Sarazului. Și sau împodobit cu cheltuiala dumnealui Mihai Vasiescu și frate-său Ianăș Vasiescu fiind întâi cnez Pătru Ursulescu apoi pe urmă Pătru Drăghicionii fiind preot Ioan Popovici. Iară zugrav Gheorghie Diiaconovici și Stefan Popovici din Vasiova novemvrie 1, 1783.”. 

## Imagini din exterior

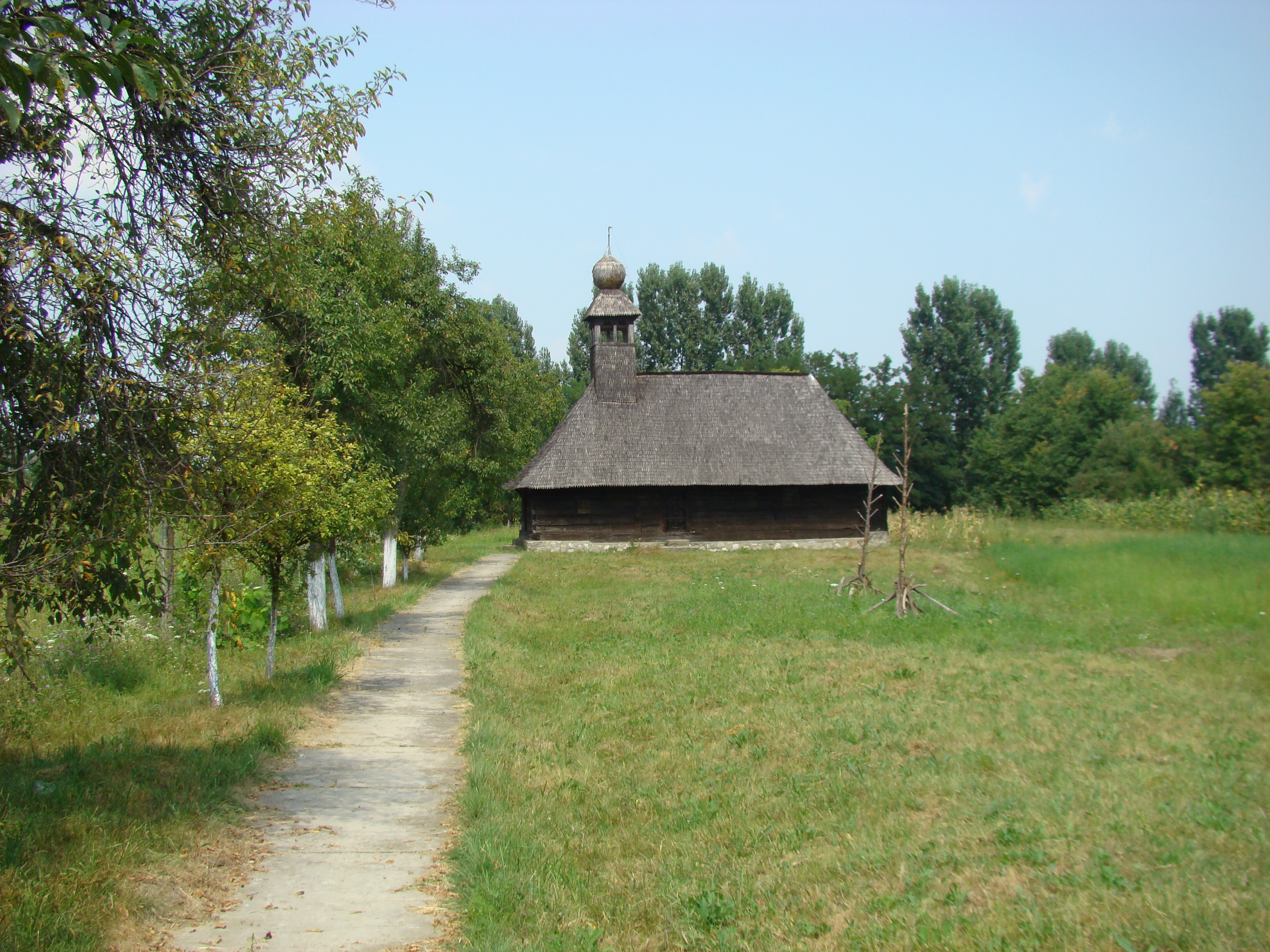
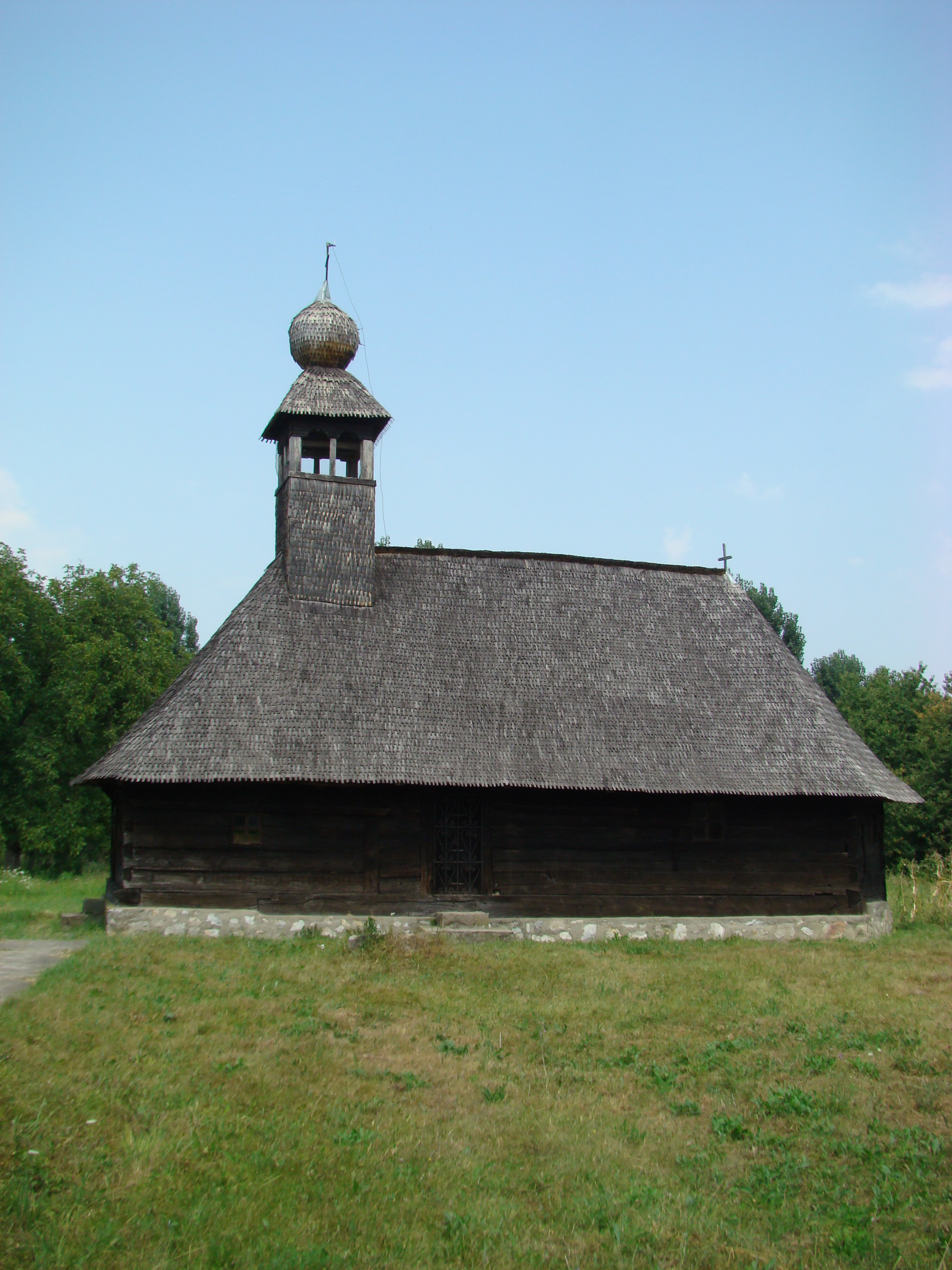
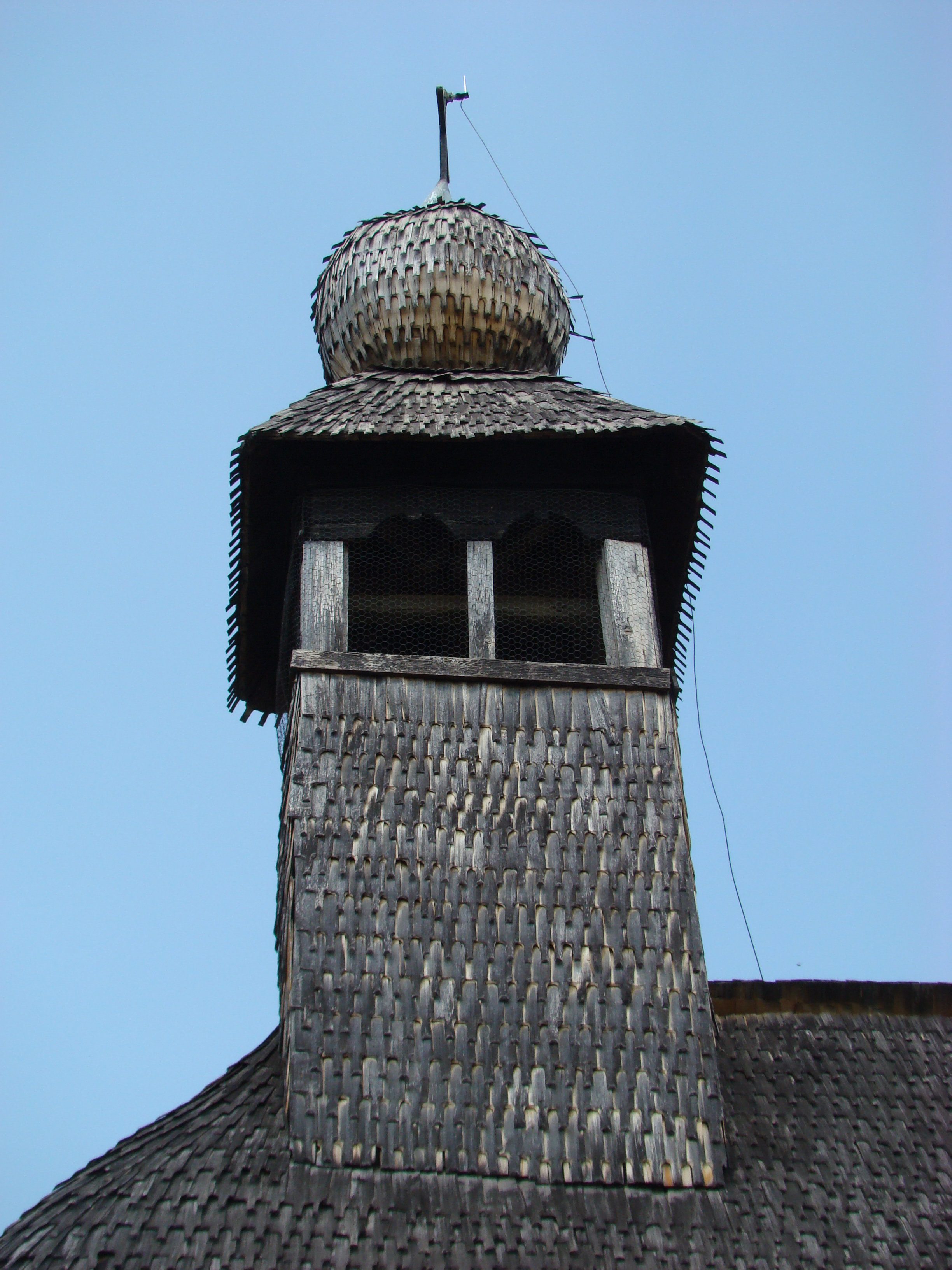
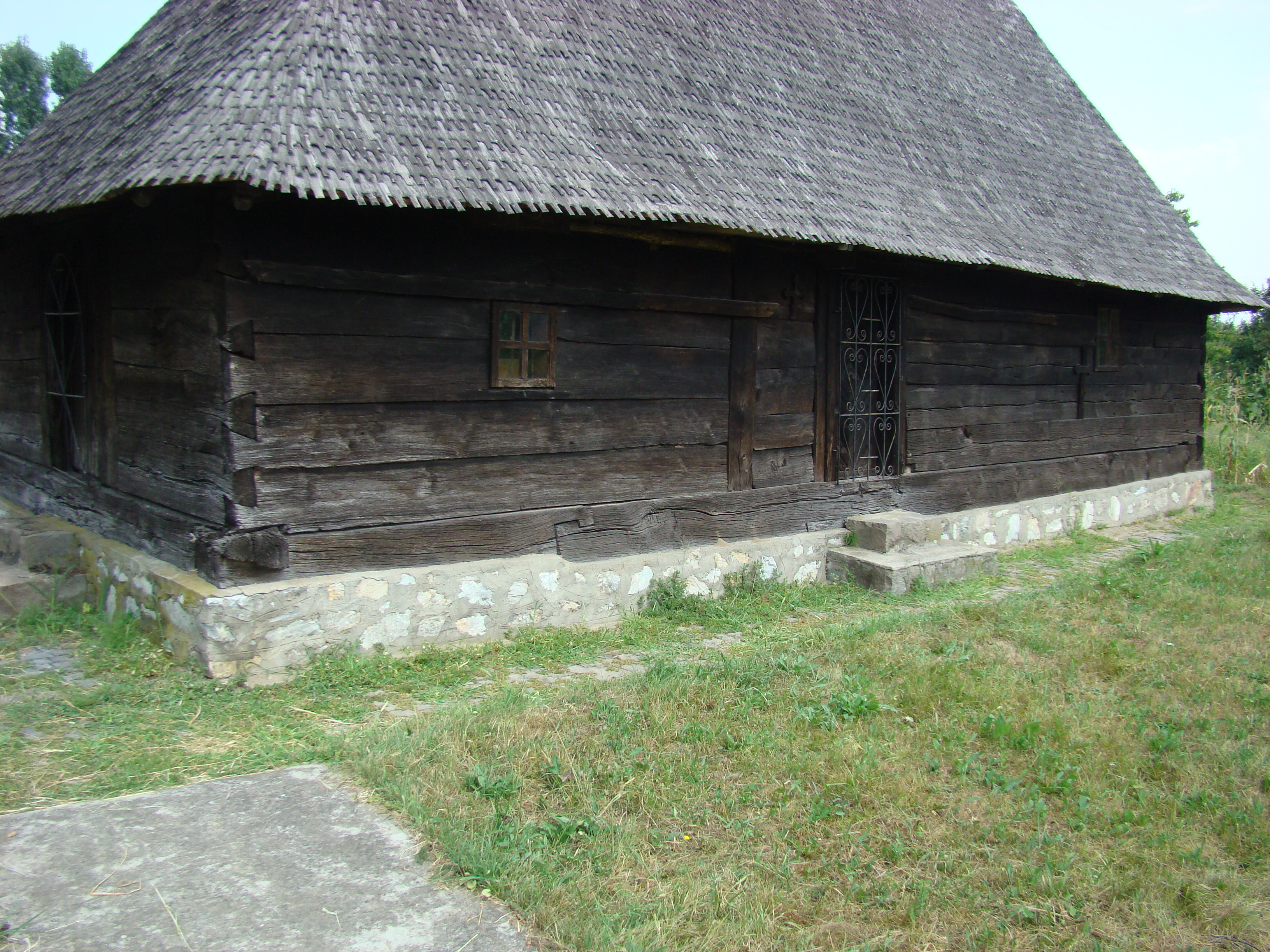
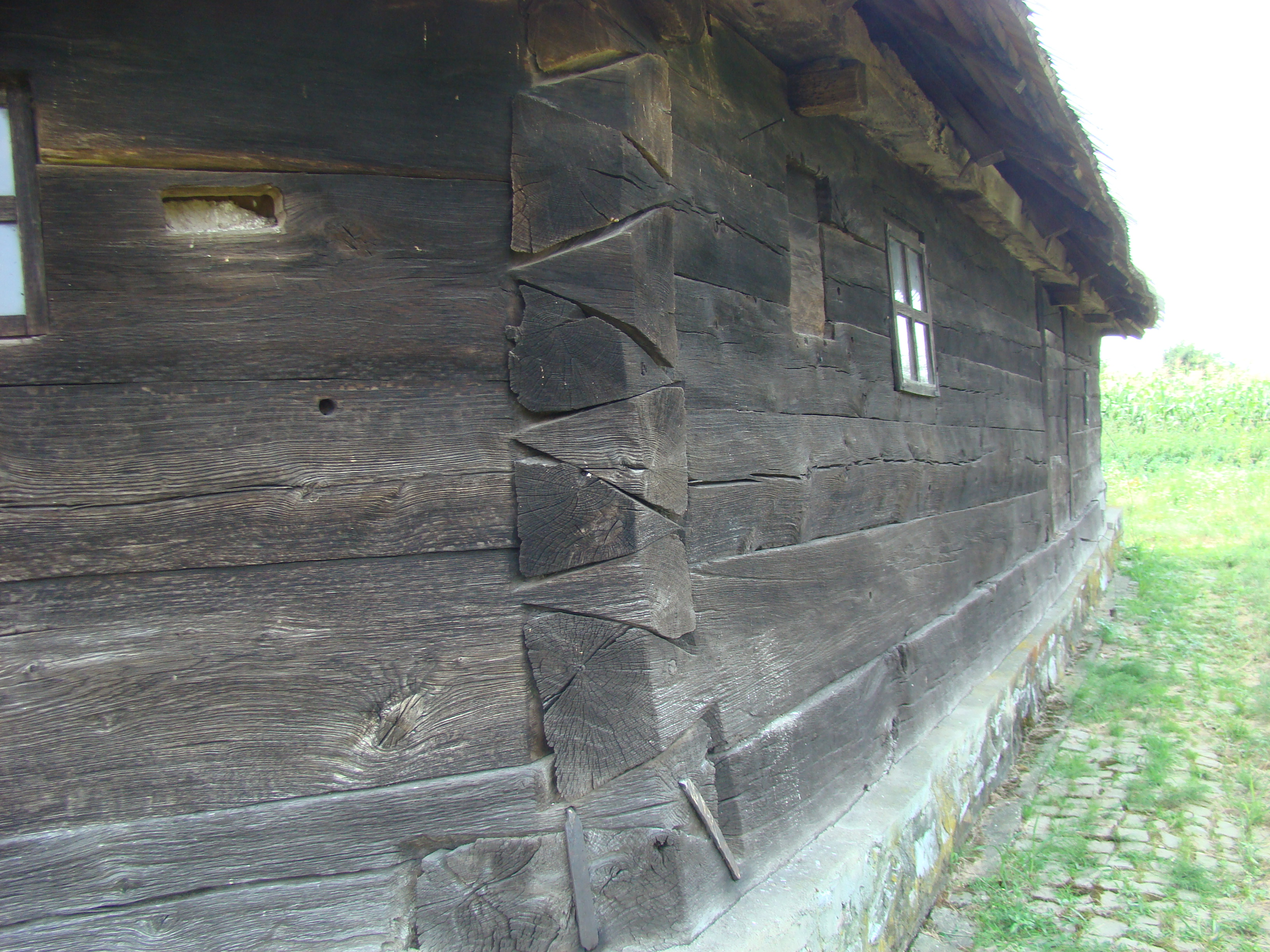
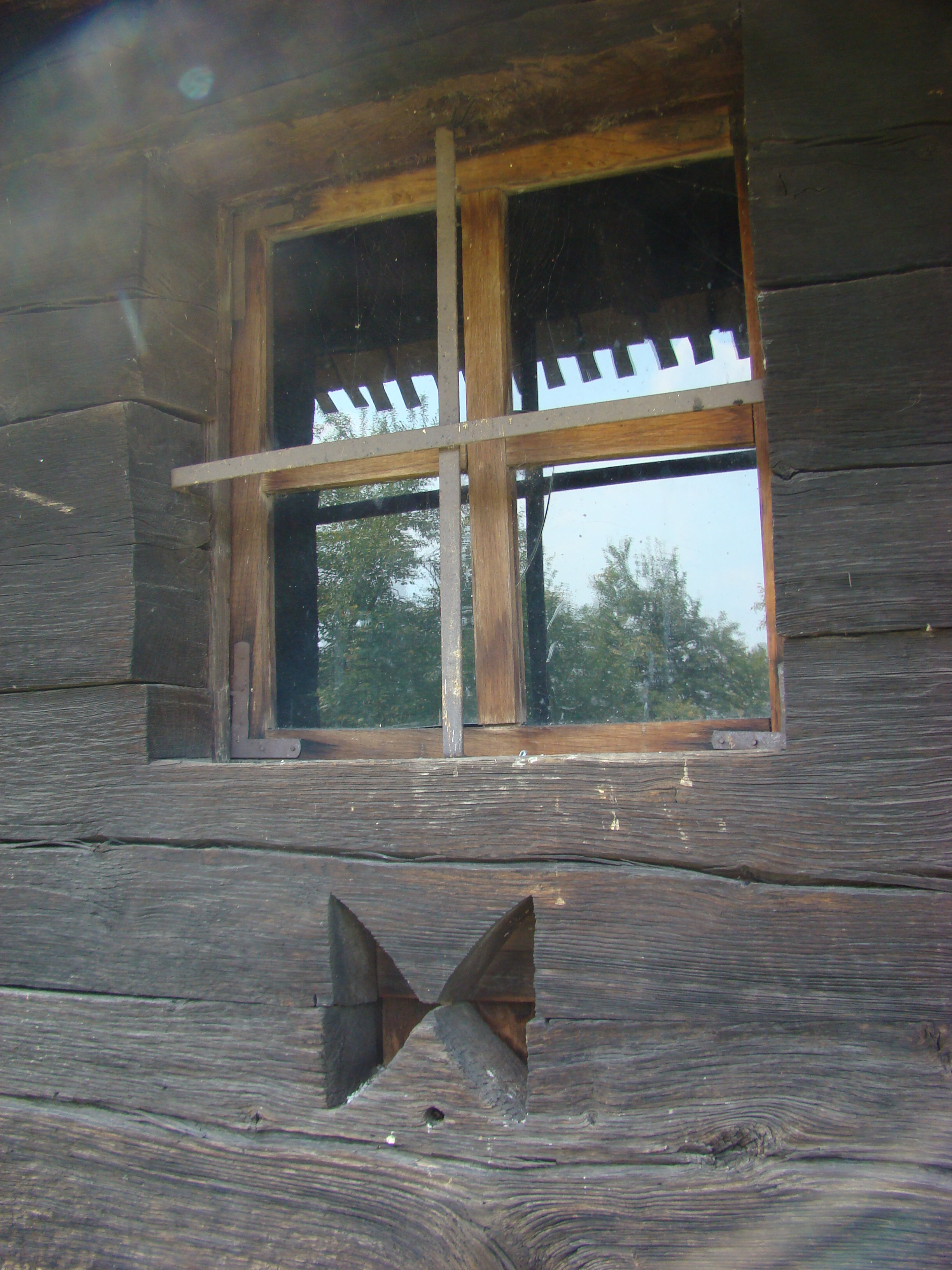
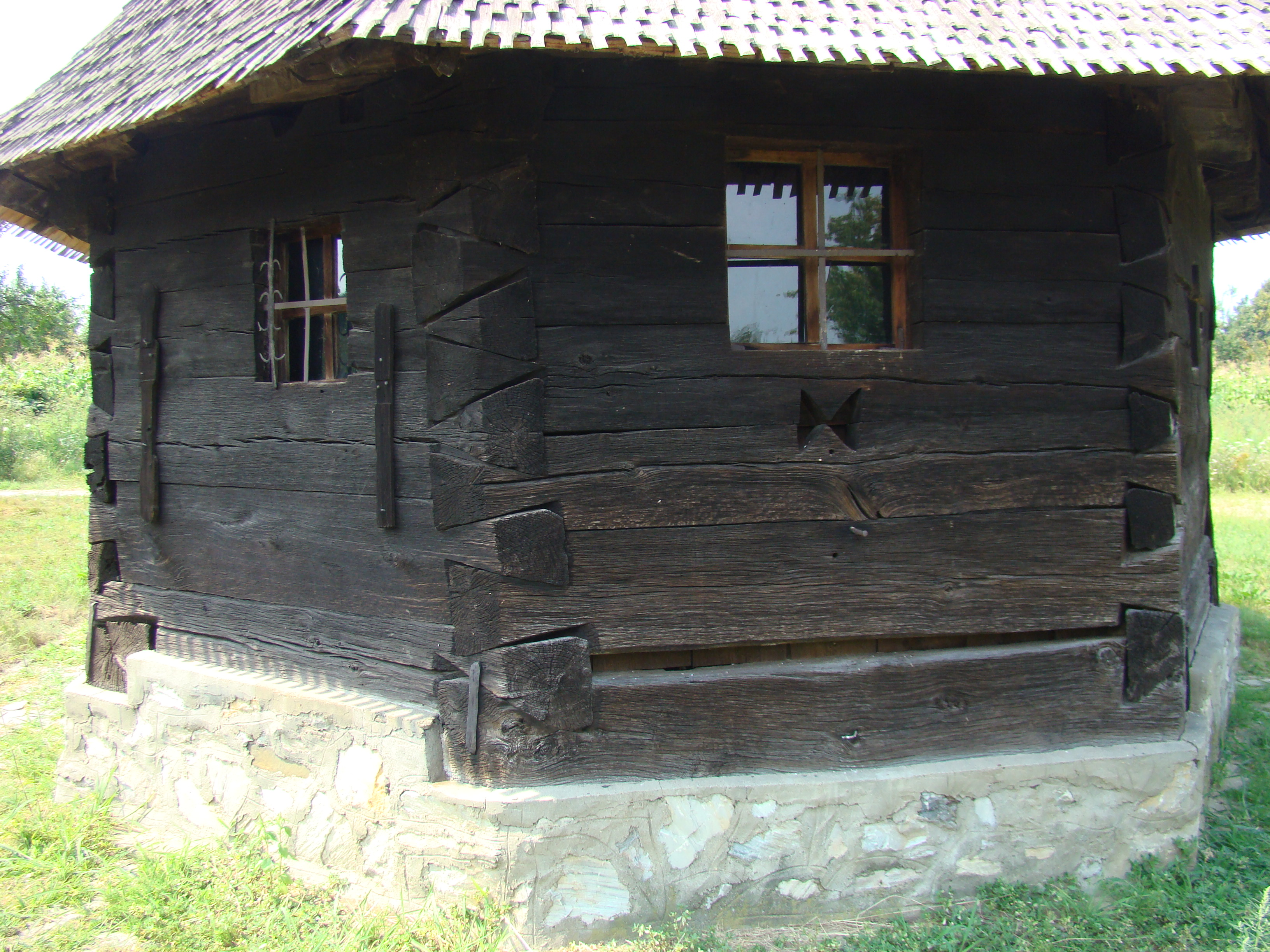
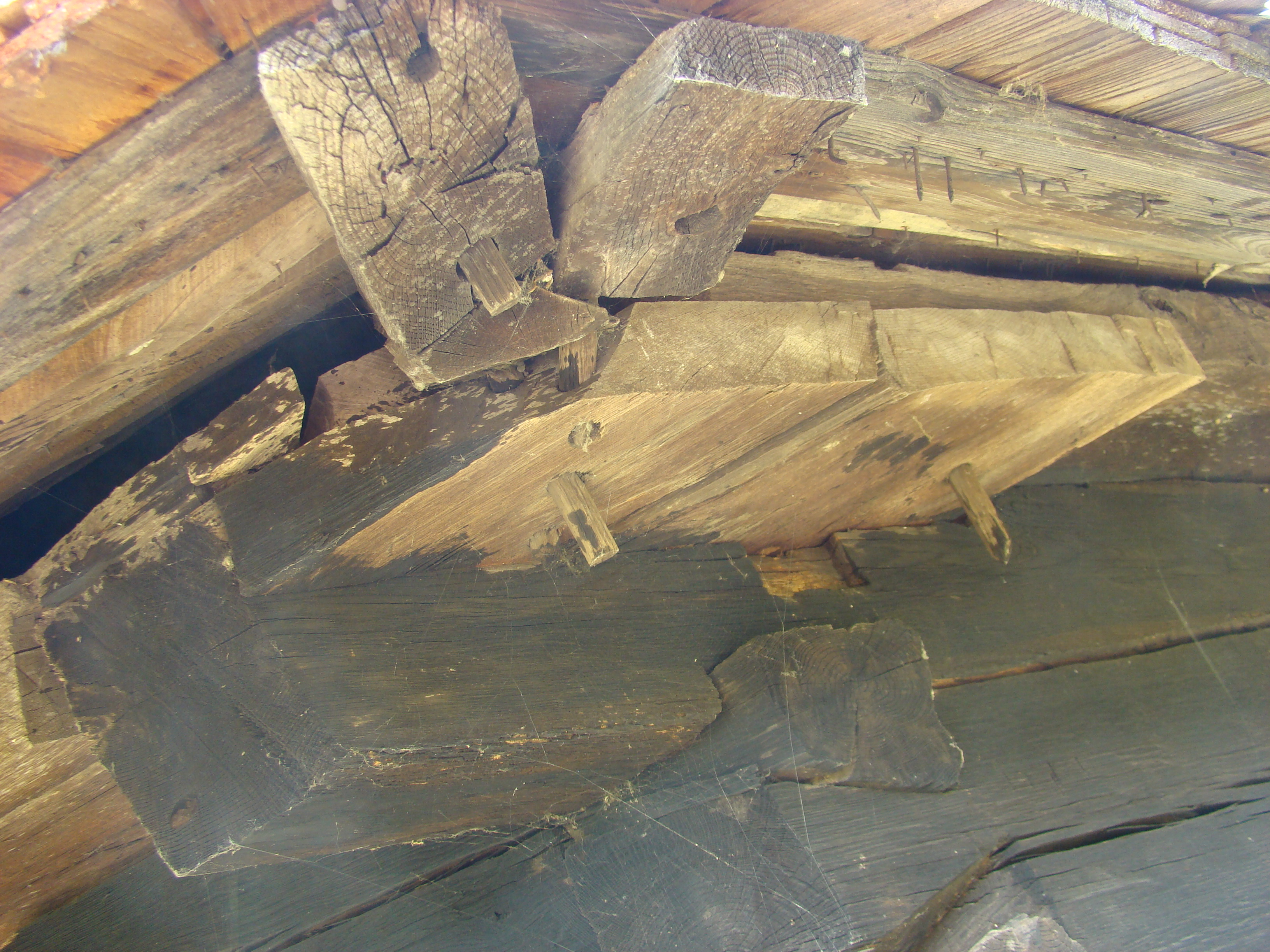
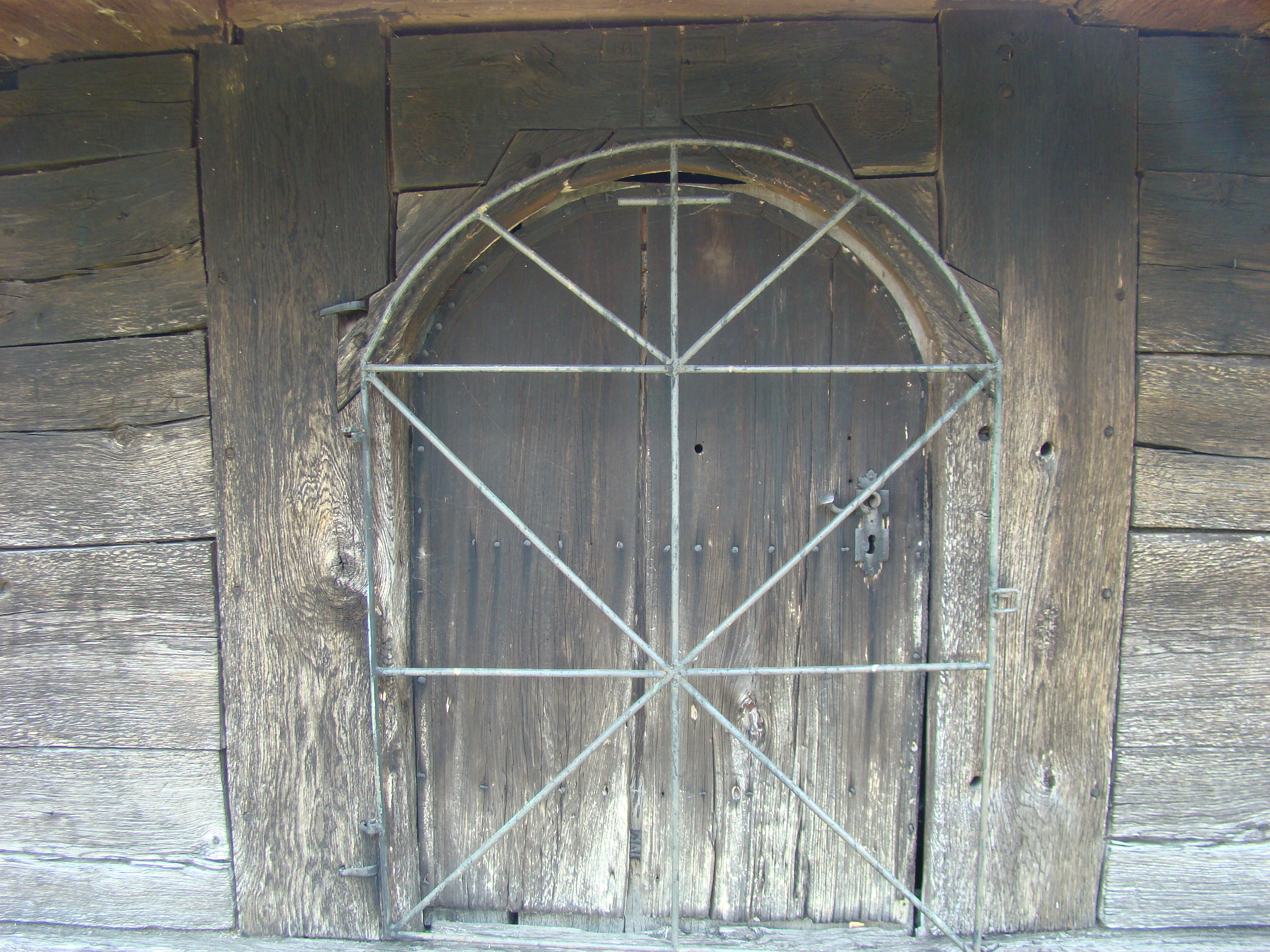
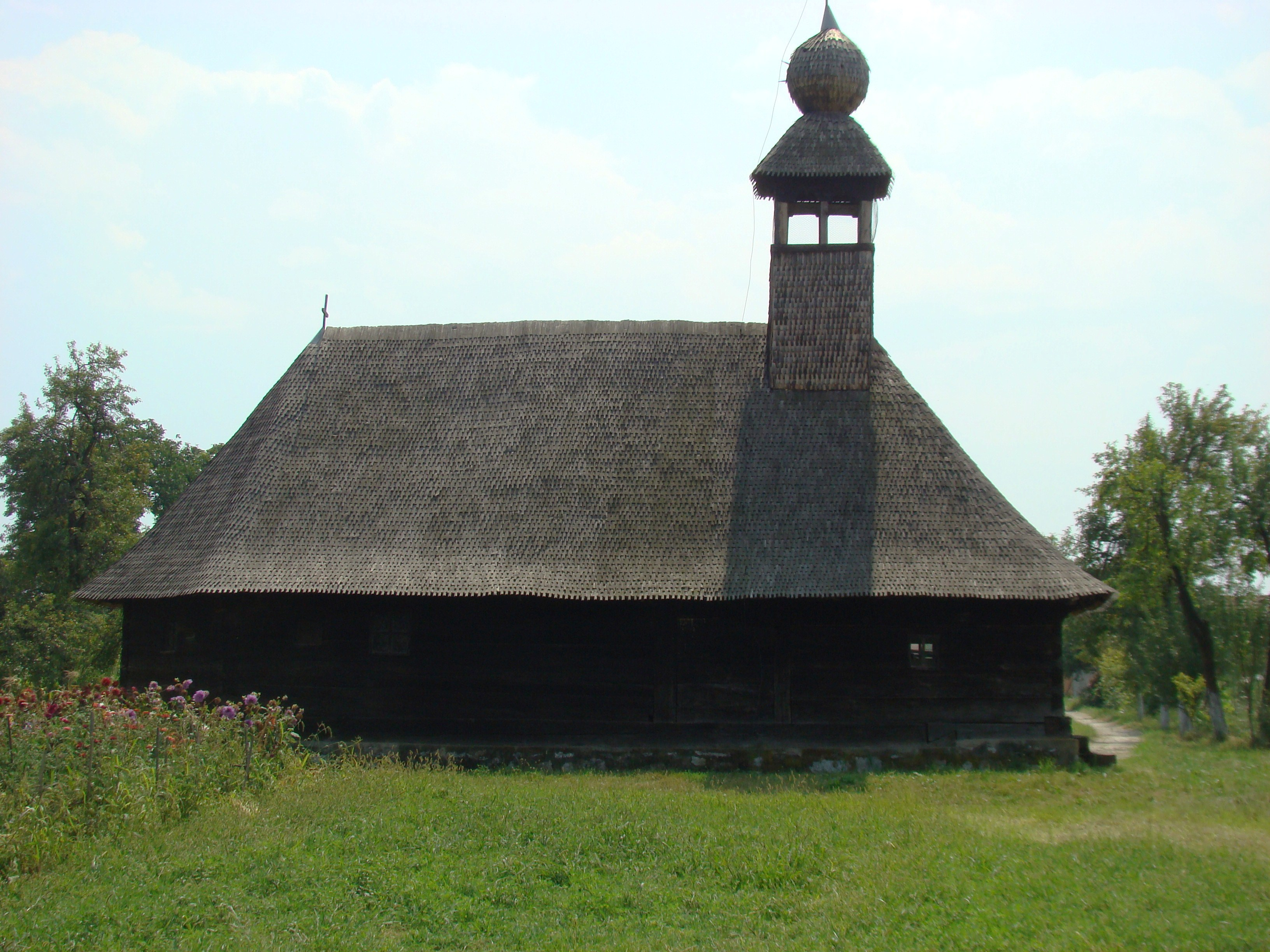

## Imagini din interior

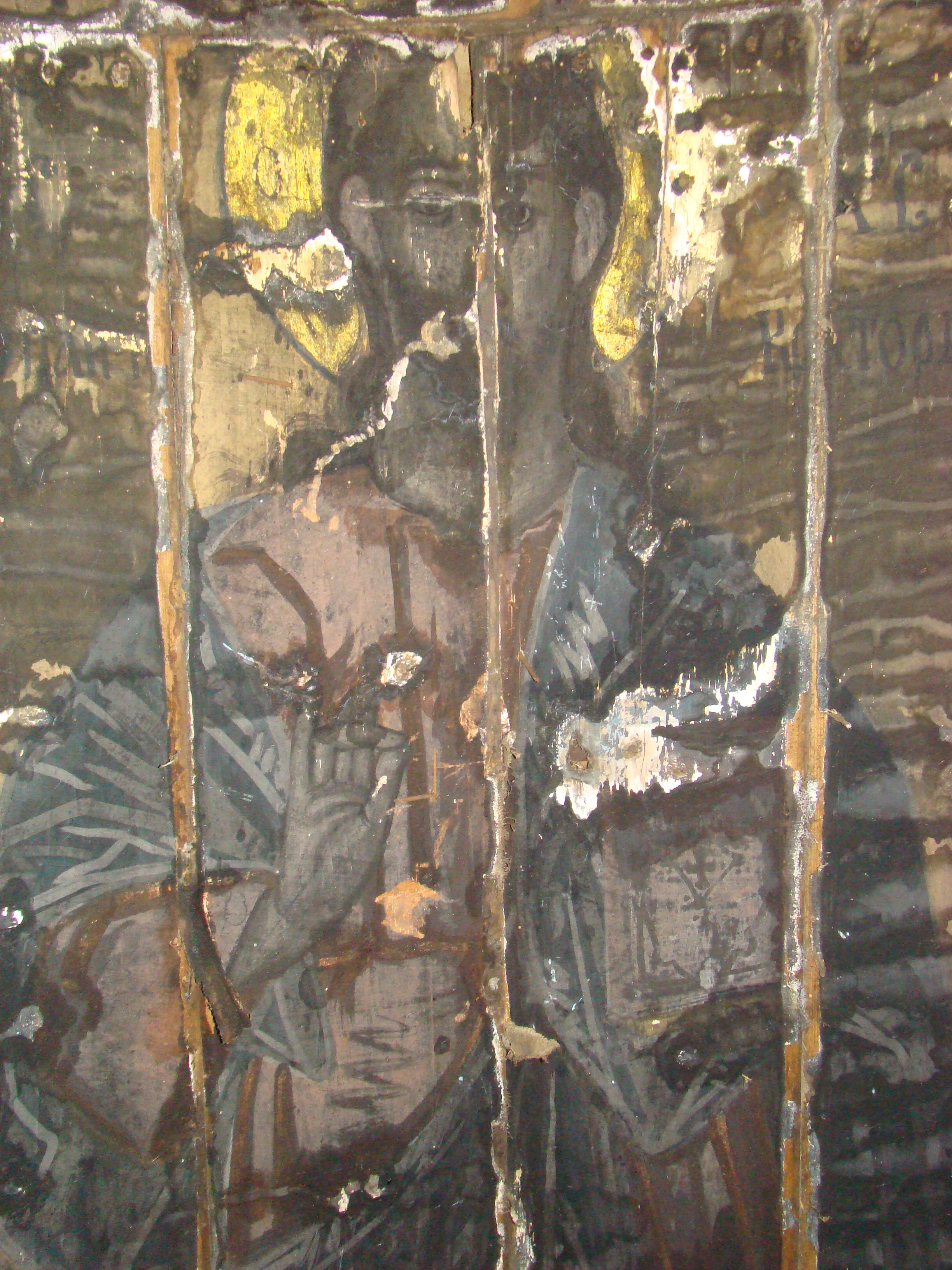
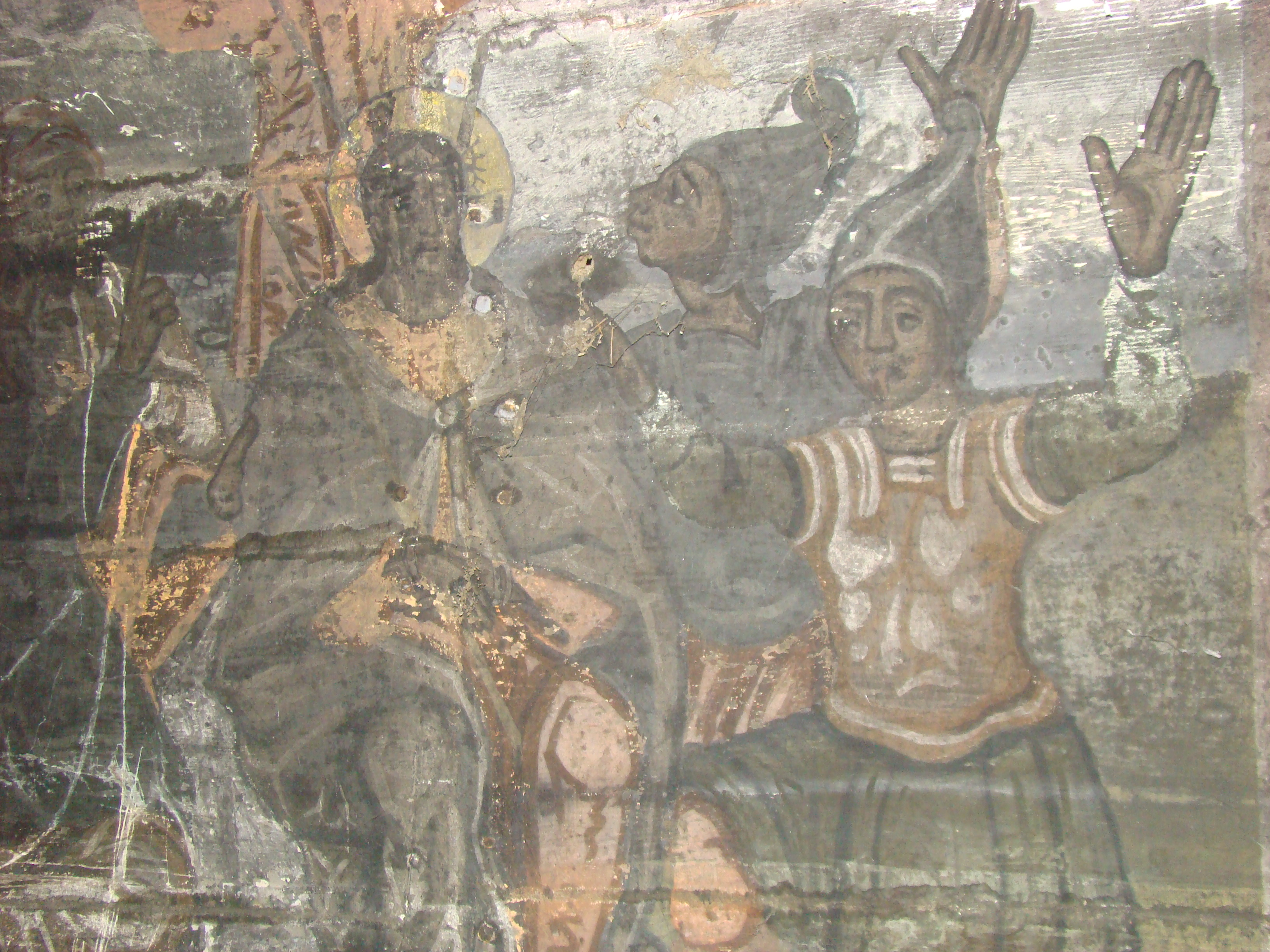
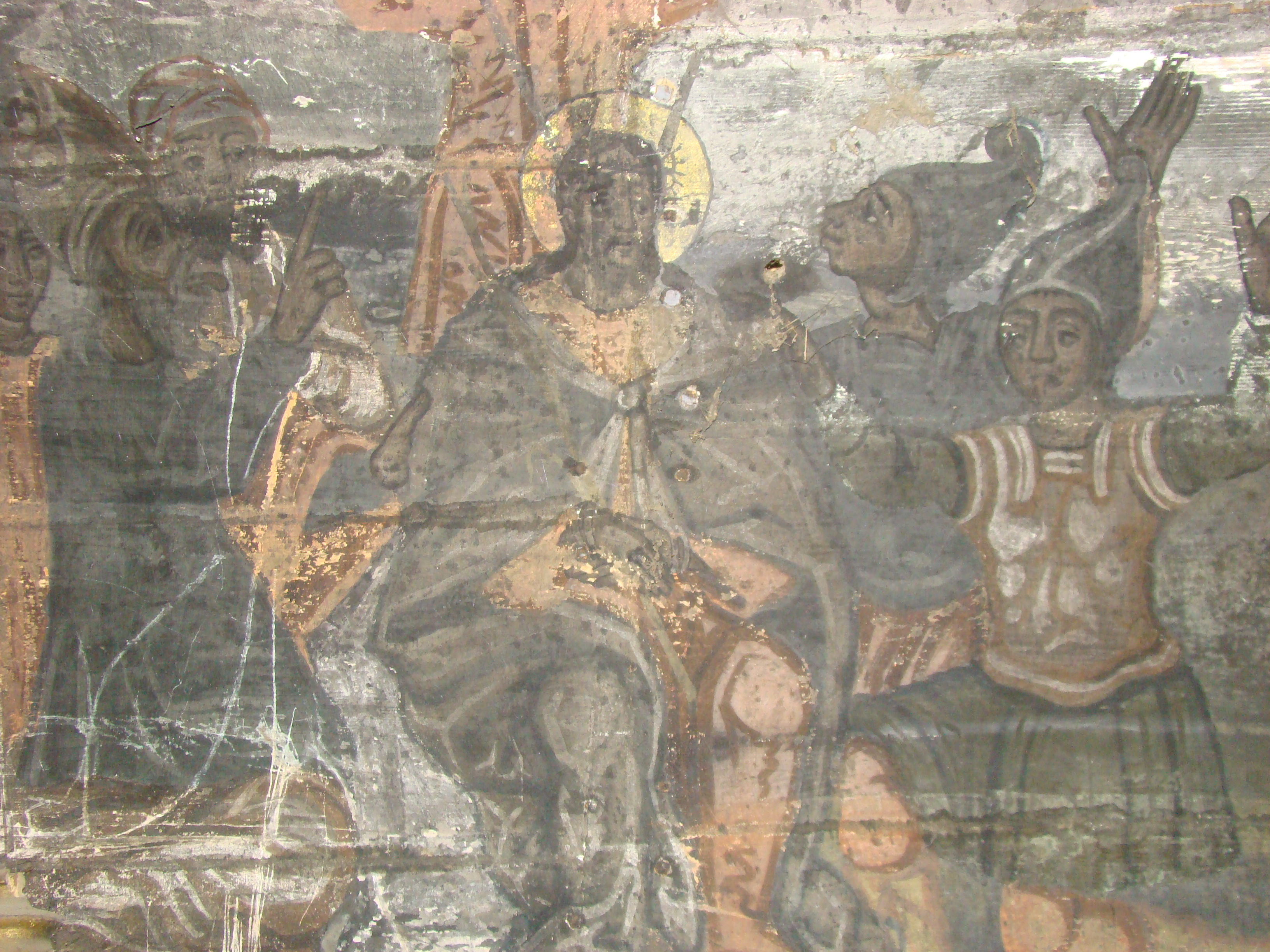
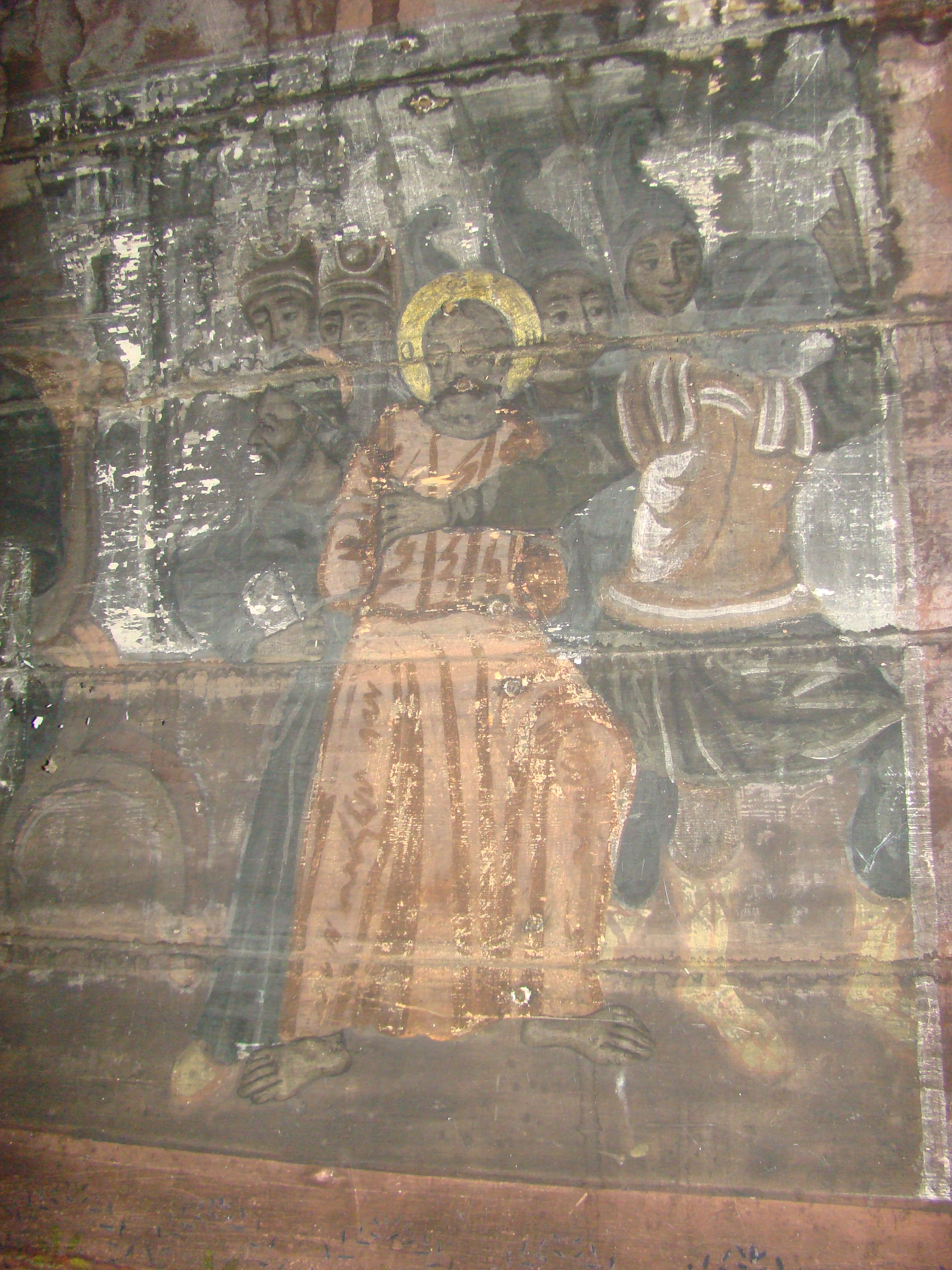
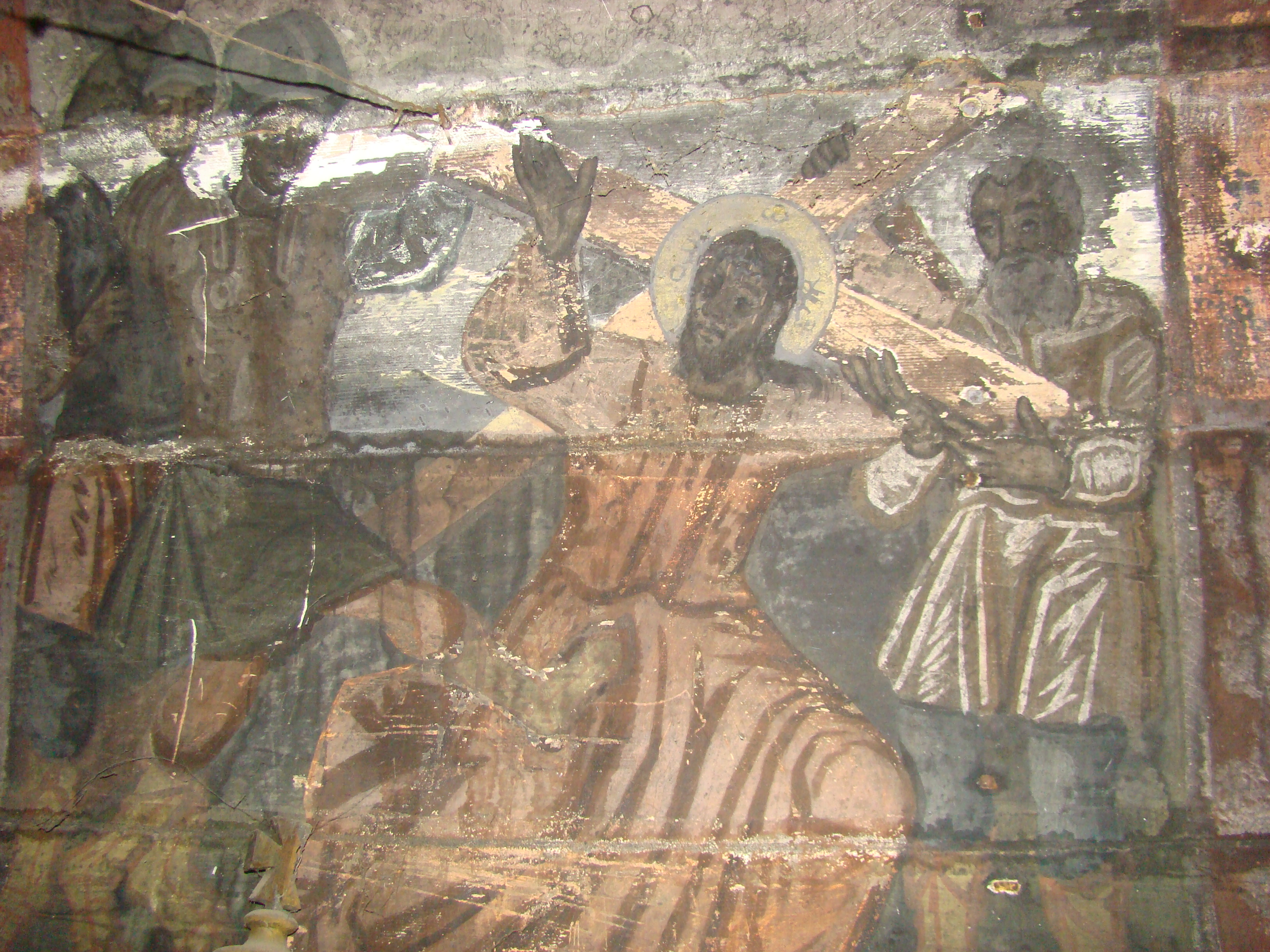
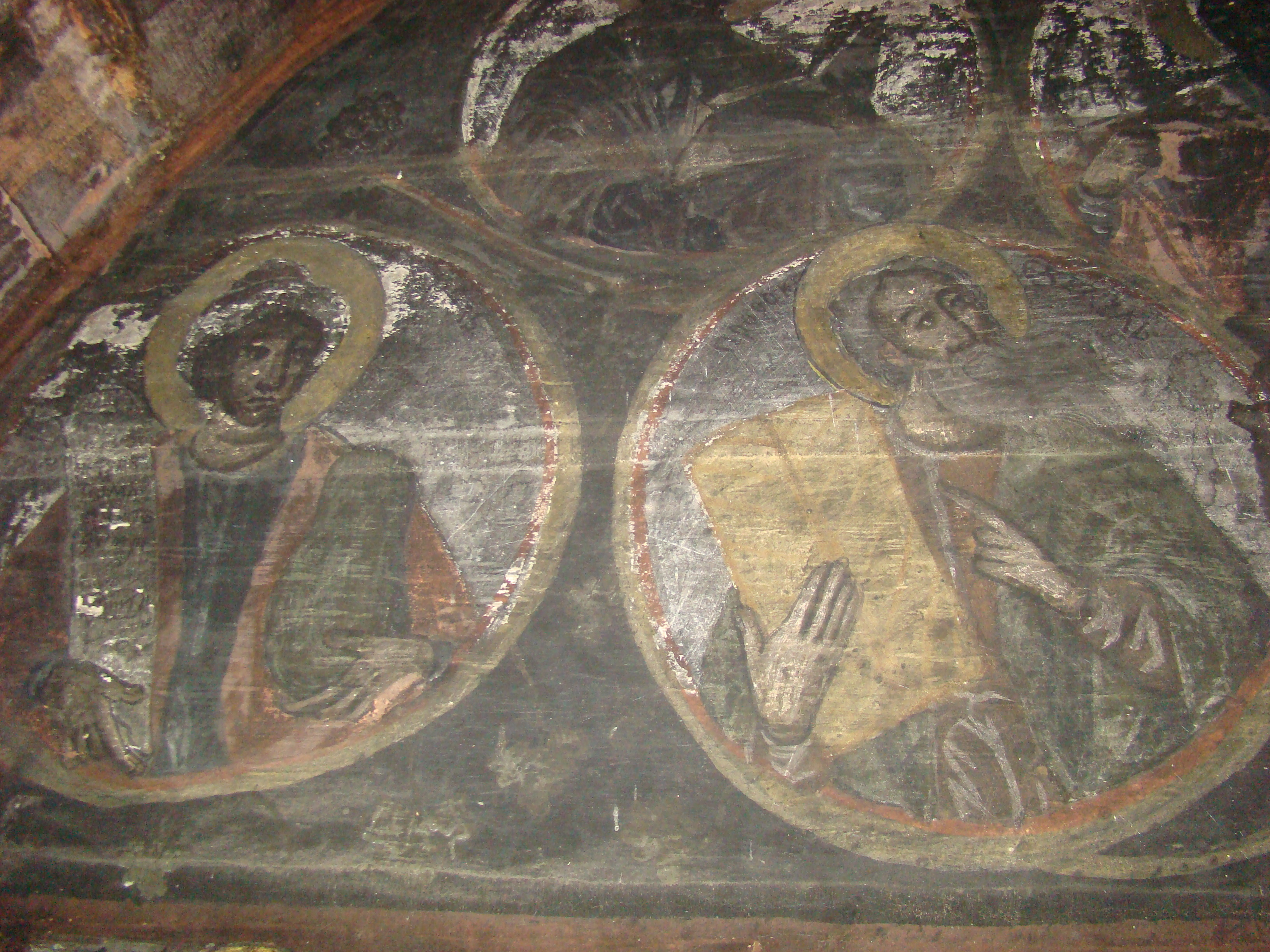
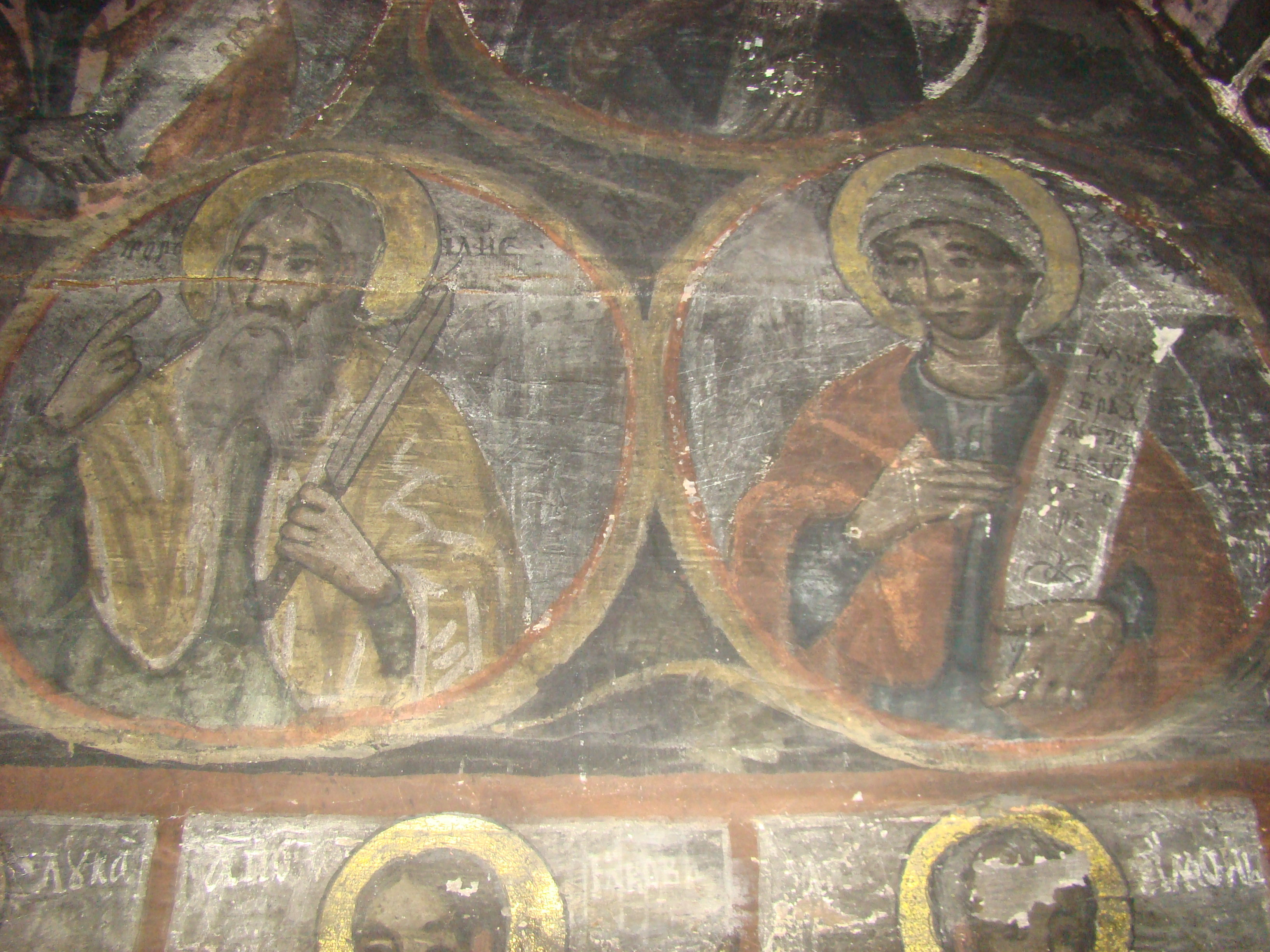
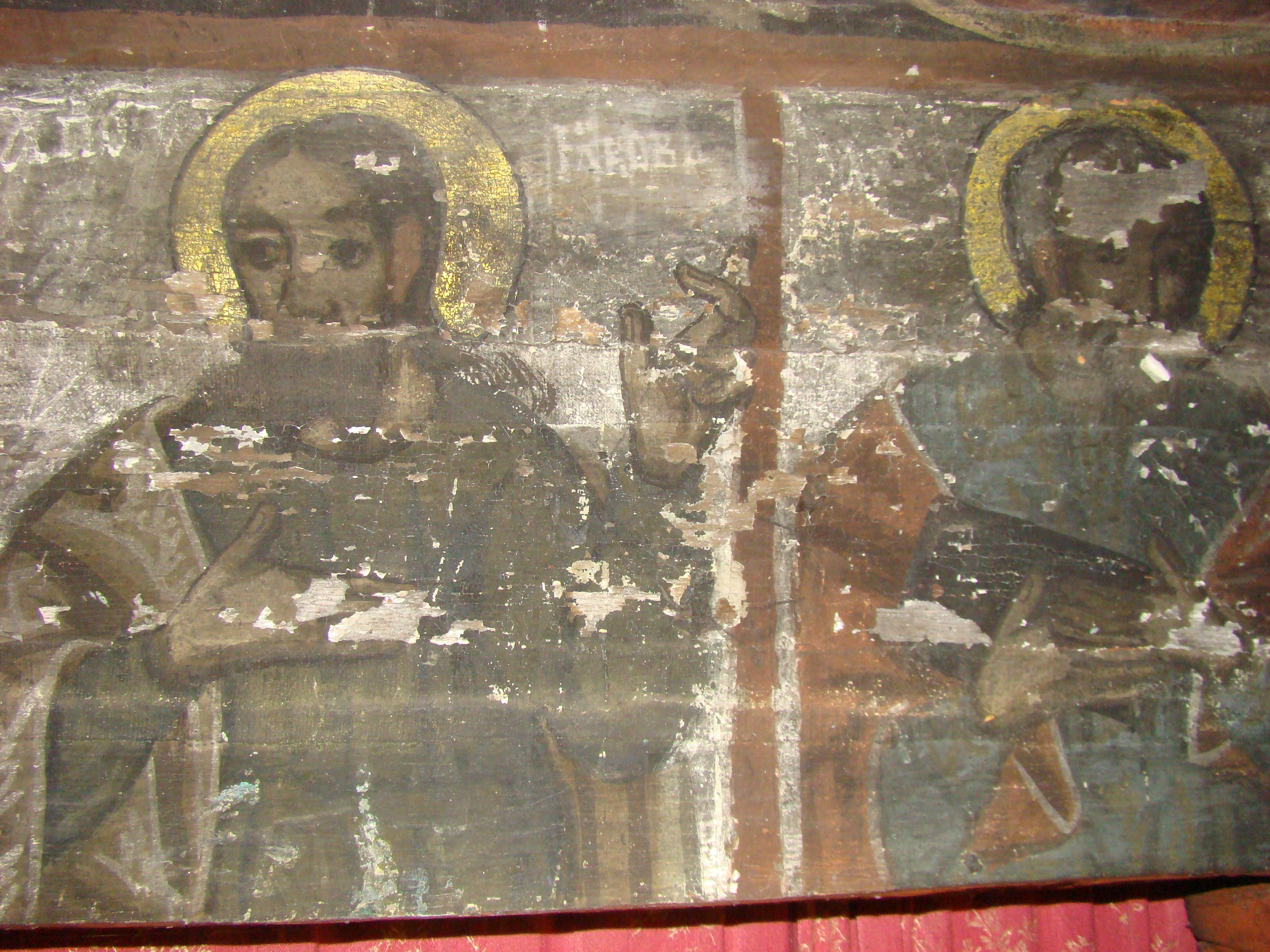
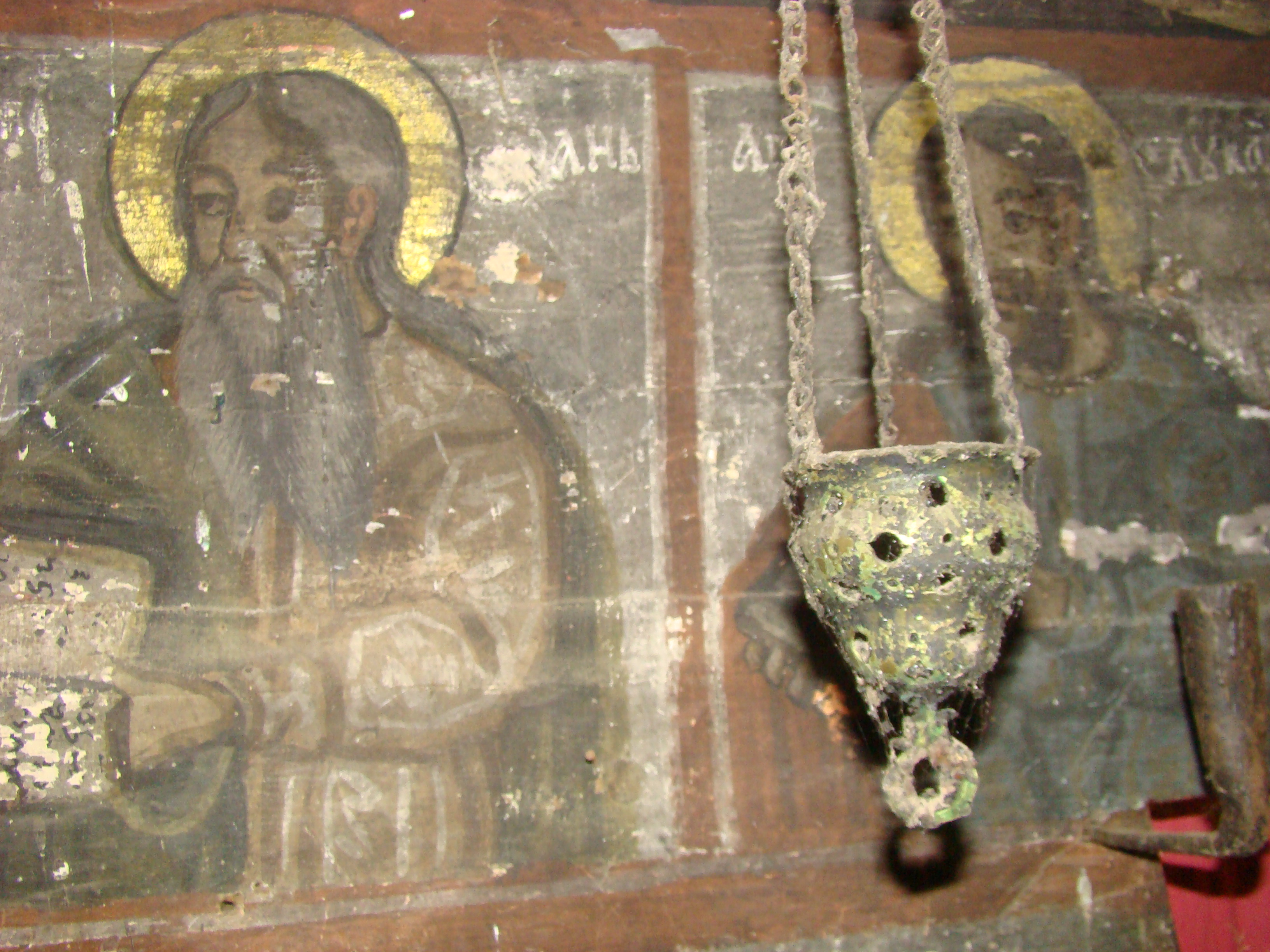
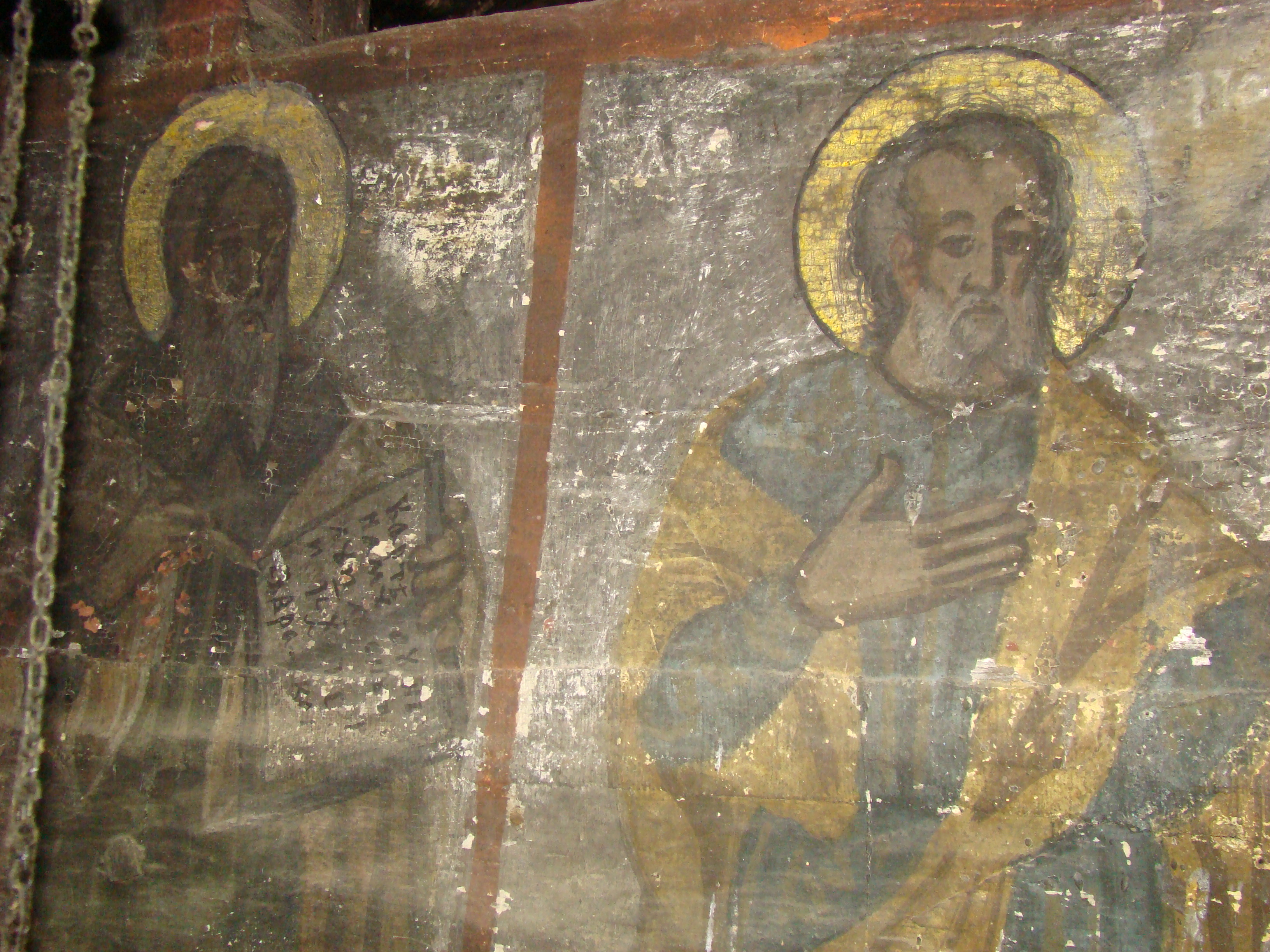
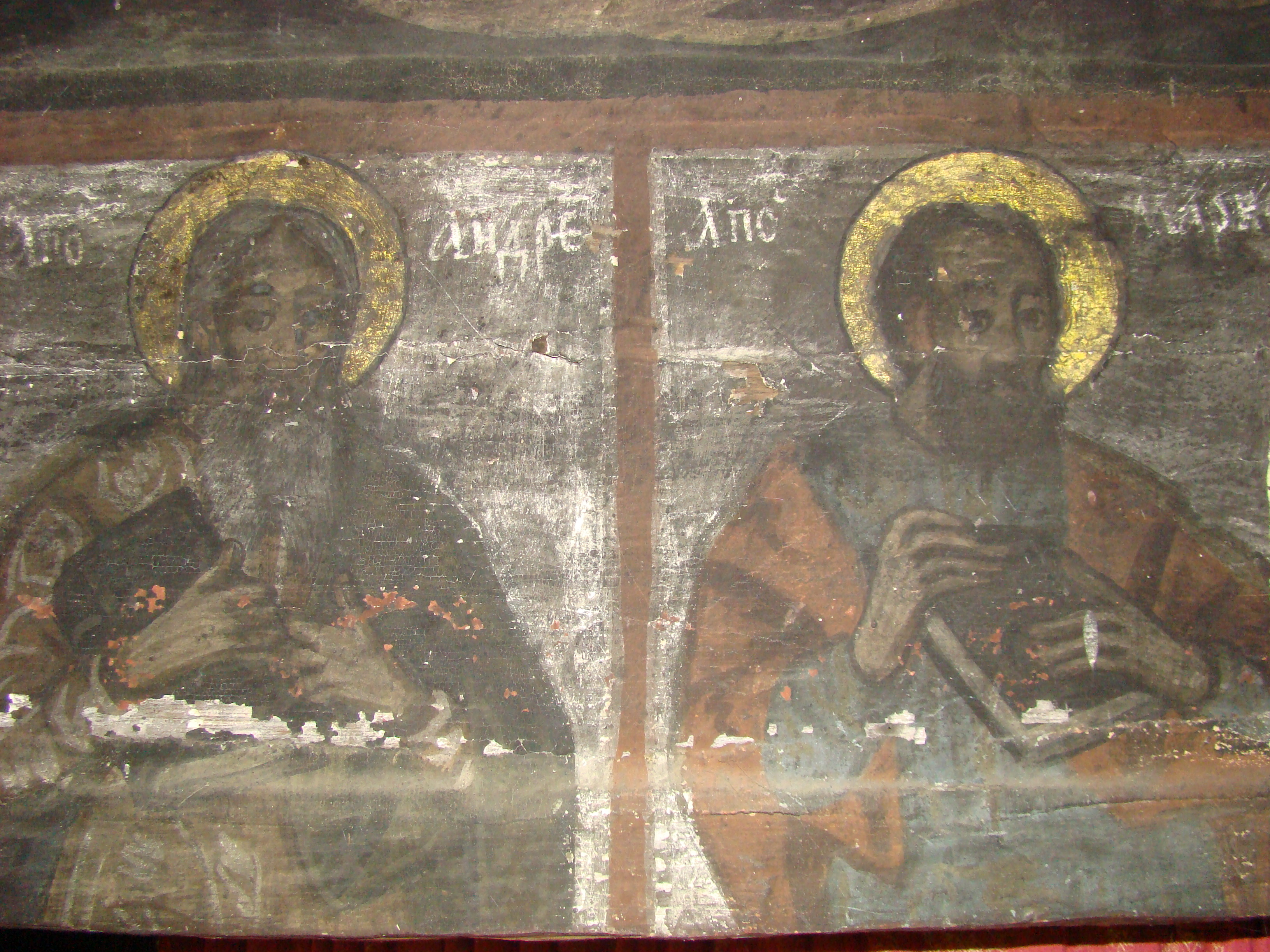
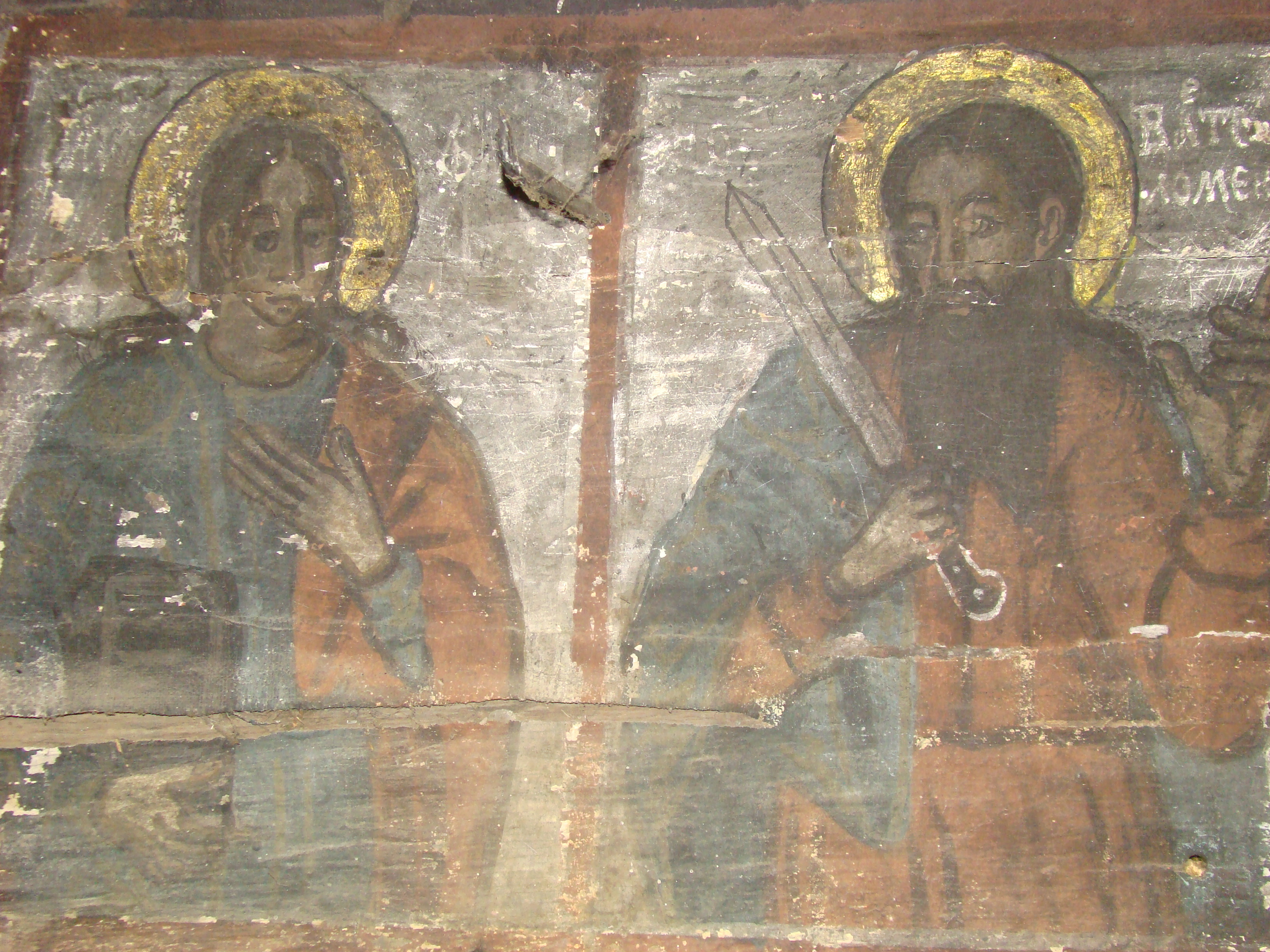
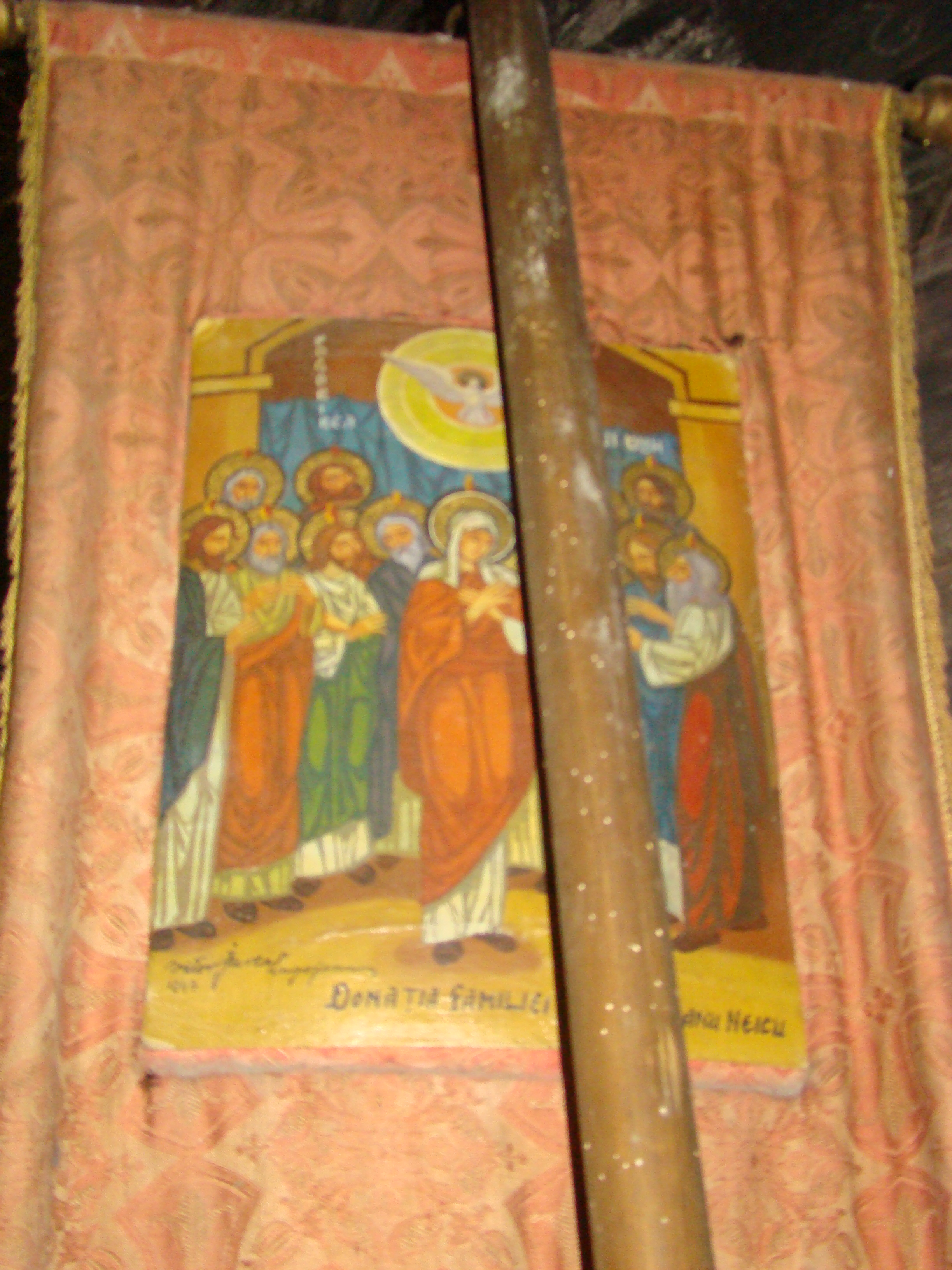
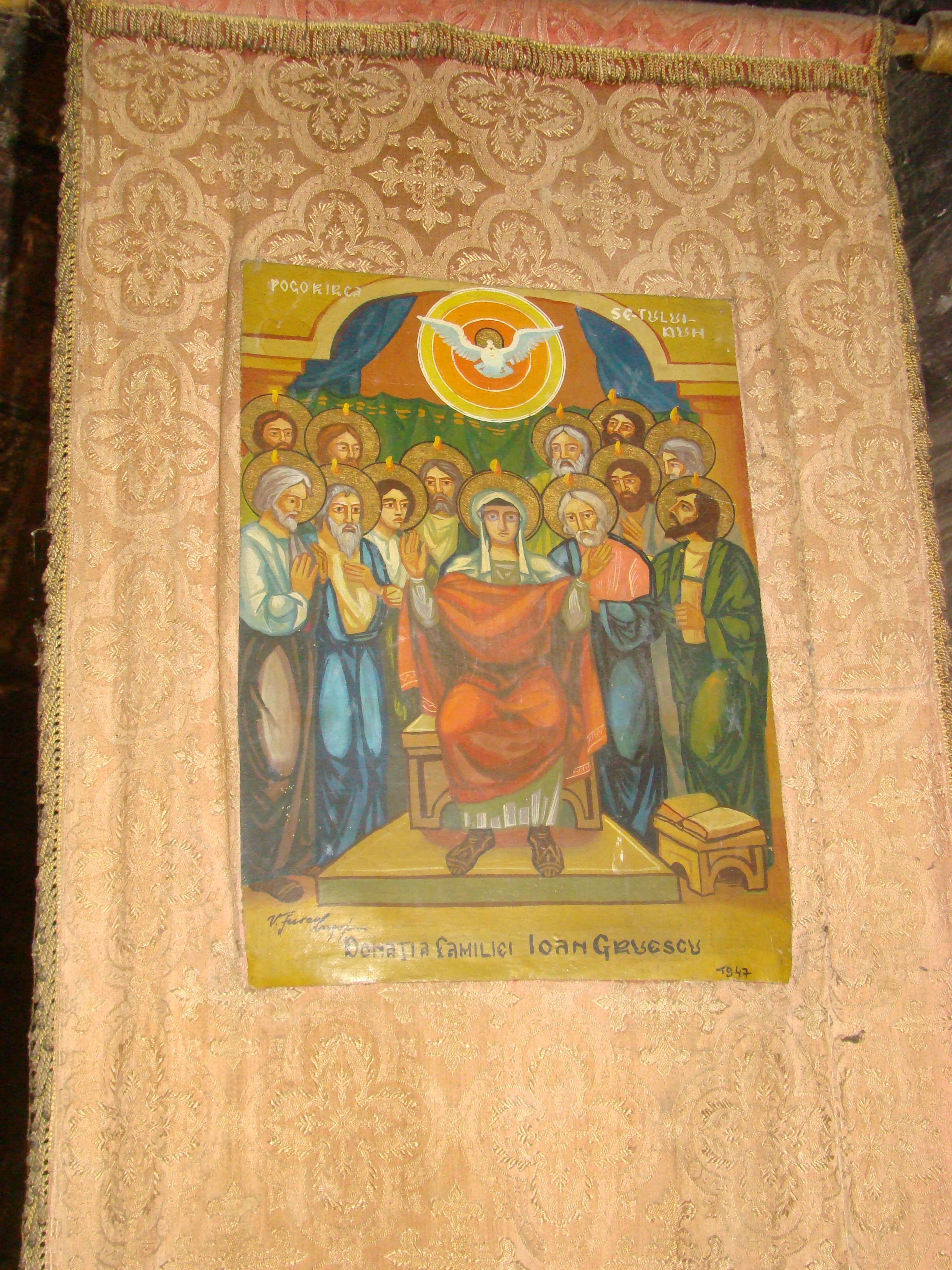
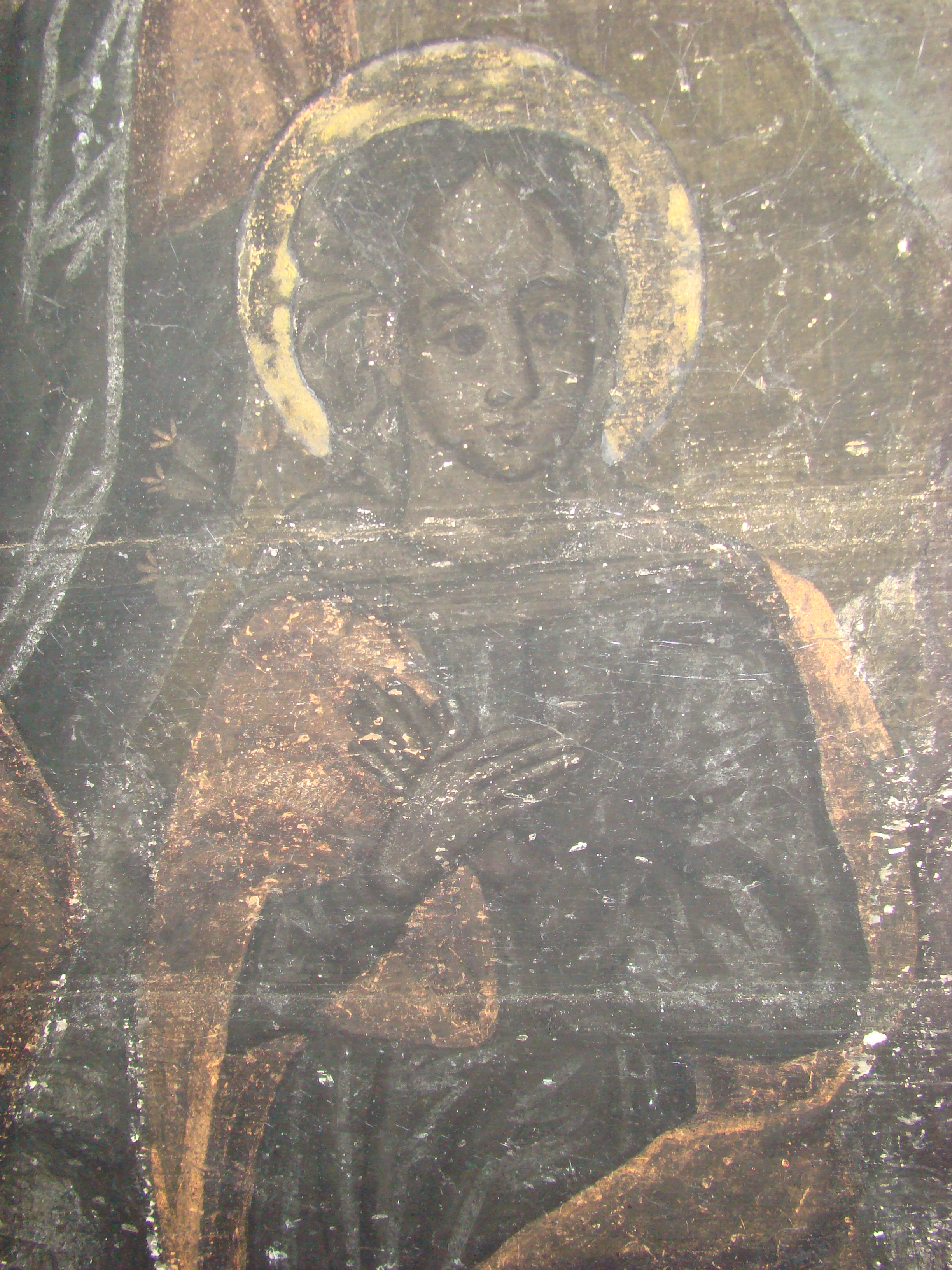
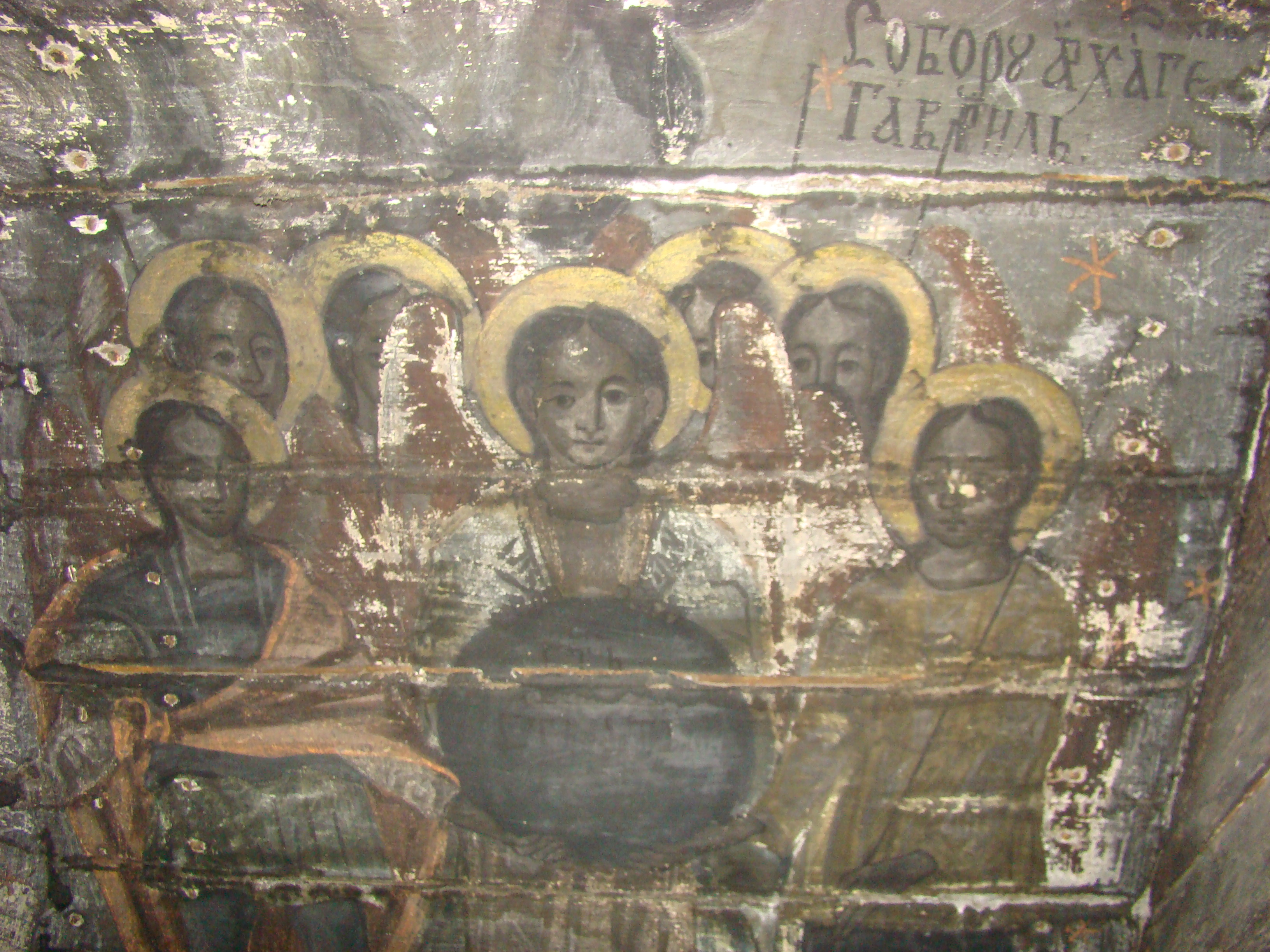
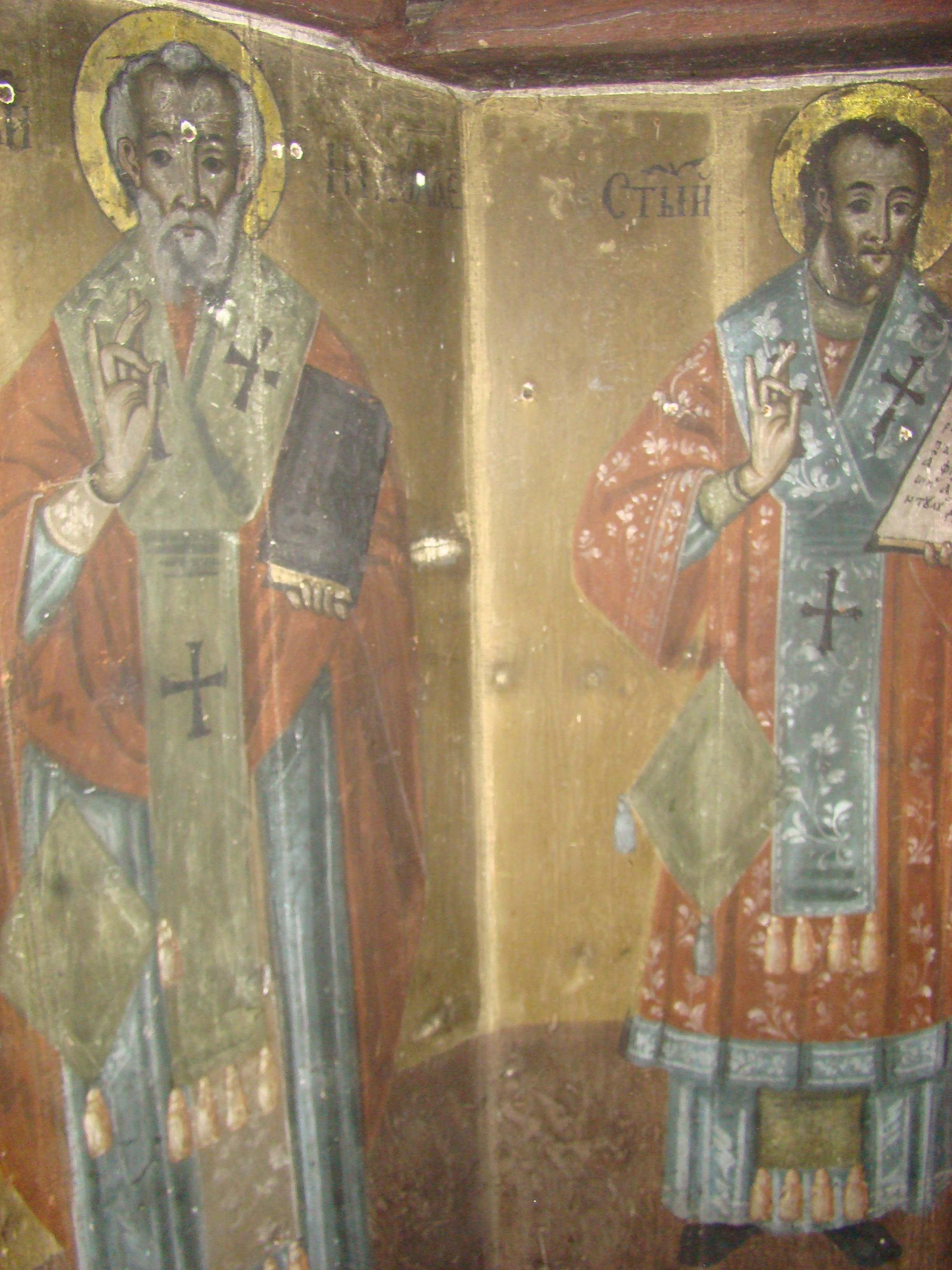
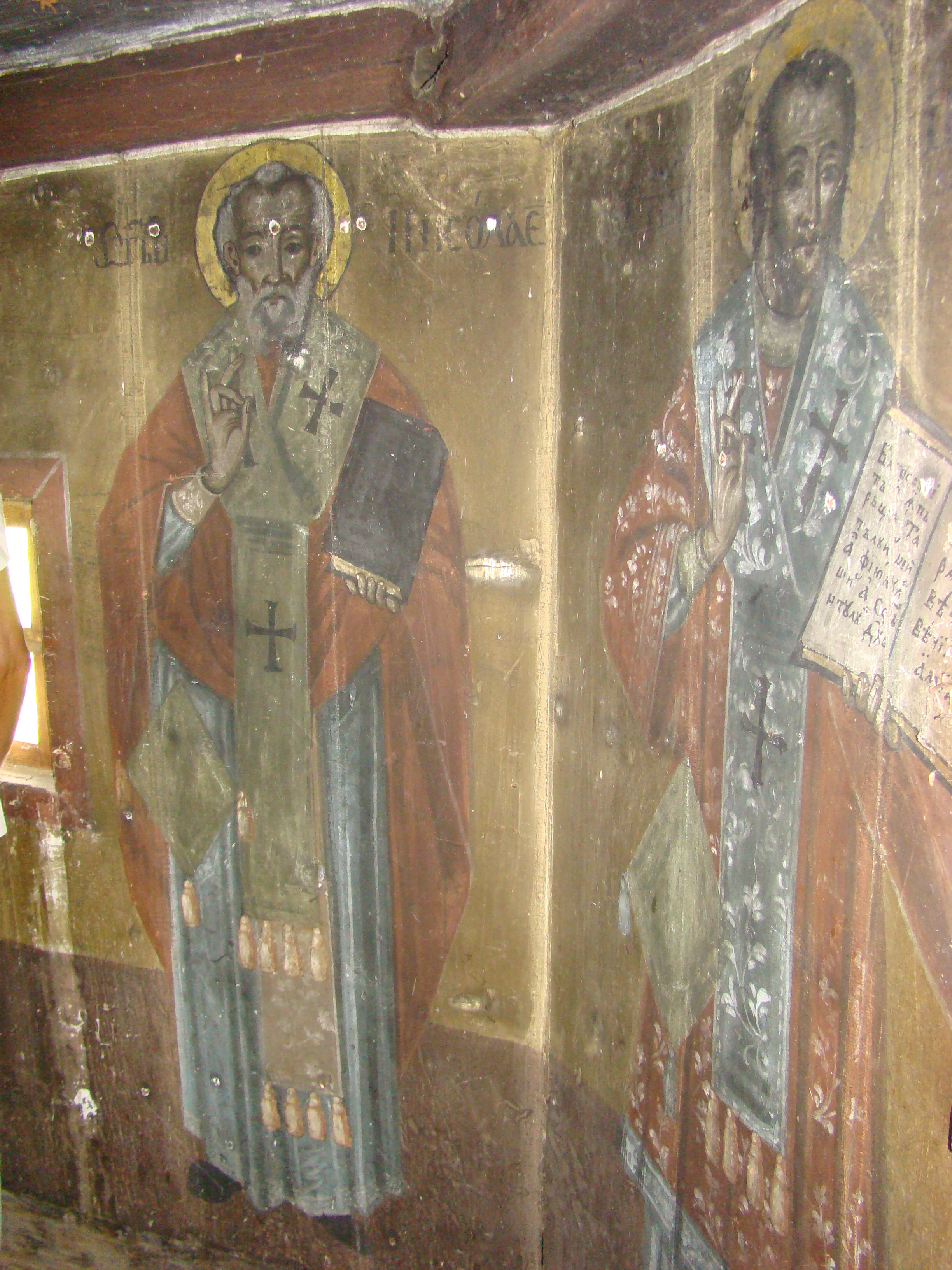
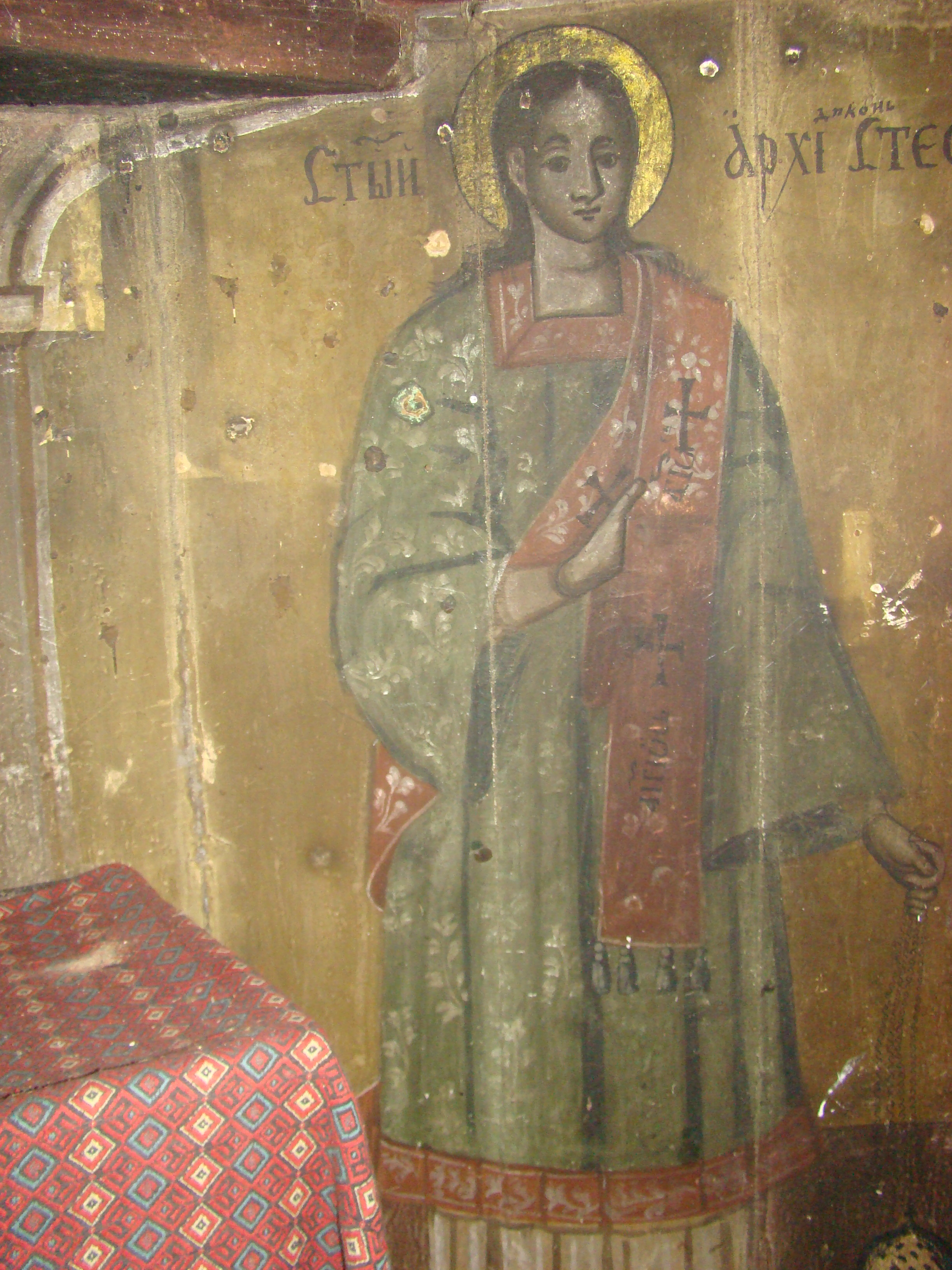
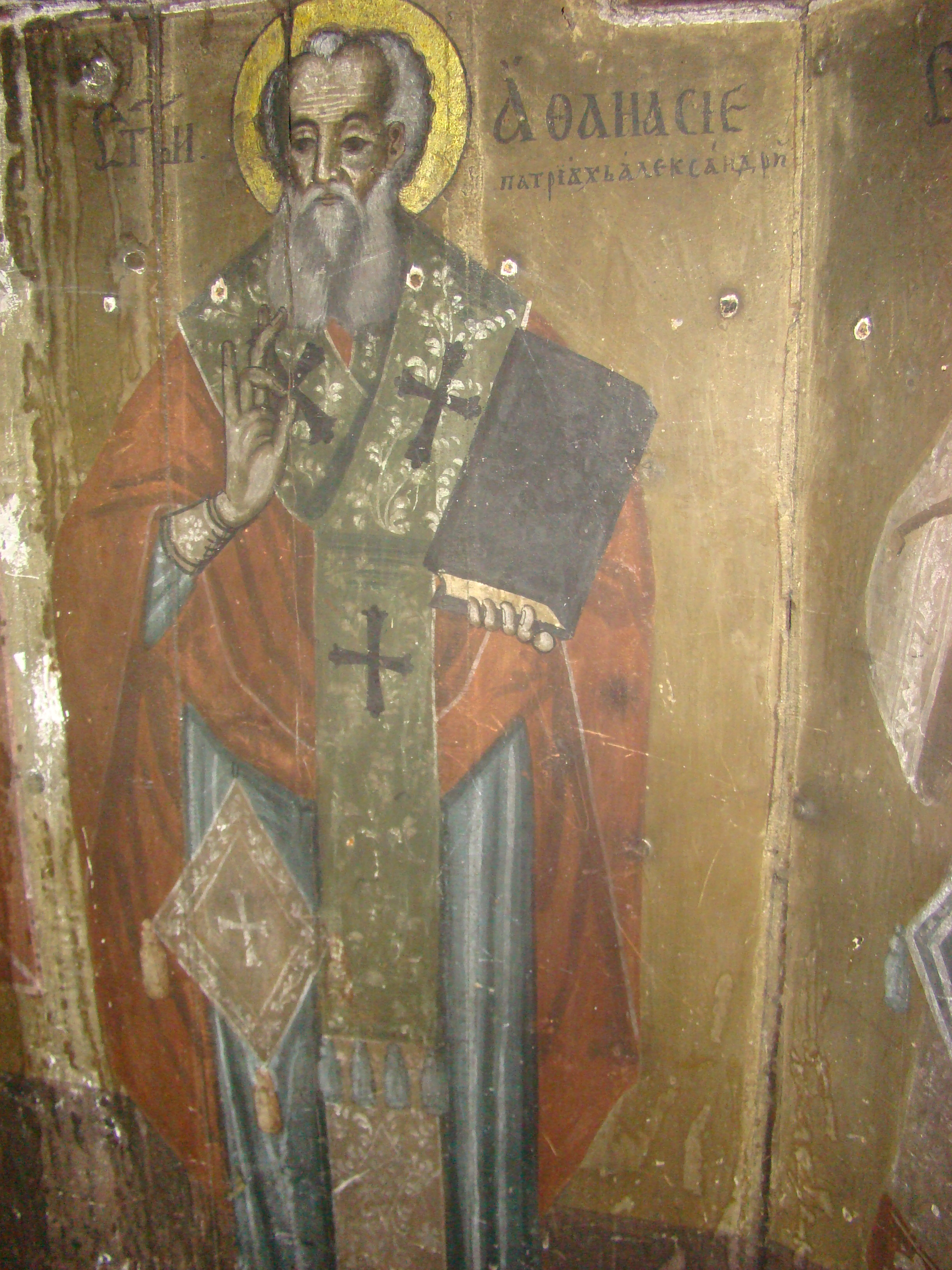